# Авария на Чернобыльской АЭС
Ава́рия на Черно́быльской АЭС 26 апреля 1986 года (также известна как катастрофа на Чернобыльской АЭС, Чернобыльская авария, Чернобыльская катастрофа, Чернобыль; укр. Чорно́бильська катастро́фа) — разрушение реактора четвёртого энергоблока Чернобыльской атомной электростанции, расположенной около города Припяти (Киевская область, Украинская ССР, ныне — Украина). Разрушение носило взрывной характер, активная зона реактора была полностью разрушена, а в окружающую среду выброшено большое количество радиоактивных веществ. Авария расценивается как крупнейшая в своём роде за всю историю атомной энергетики, как по предполагаемому количеству погибших и пострадавших от её последствий людей, так и по экономическому ущербу.
В течение первых трёх месяцев после аварии скончалось 30 человек, ещё 19 смертей с 1987 по 2004 год предположительно можно отнести к её прямым последствиям. 134 человека из числа ликвидаторов перенесли острую лучевую болезнь той или иной степени тяжести. Высокие дозы облучения людей, в основном из числа аварийных работников и ликвидаторов, послужили или могут послужить причиной четырёх тысяч дополнительных смертей от отдалённых последствий облучения. Это количество жертв существенно меньше приписываемого чернобыльской катастрофе общественным мнением.
В отличие от бомбардировок Хиросимы и Нагасаки, взрыв напоминал очень мощную «грязную бомбу» — основным поражающим фактором стало радиоактивное загрязнение. Облако, образовавшееся от горящего реактора, разнесло различные радиоактивные материалы, прежде всего радионуклиды йода и цезия, по большей части Европы. Наибольшие выпадения отмечались на территориях, относящихся к Беларуси, России и Украине. Из 30-километровой зоны отчуждения вокруг АЭС было эвакуировано всё население — более 115 тысяч человек. Для ликвидации последствий были мобилизованы значительные ресурсы, более 500 тысяч человек участвовали в ликвидации последствий аварии.
Чернобыльская авария стала событием большого общественно-политического значения для СССР. Всё это наложило определённый отпечаток на ход расследования её причин. У специалистов нет единого мнения о точных причинах аварии, версии разных специалистов-атомщиков сходны в общих чертах и различаются в конкретных механизмах возникновения и развития аварийной ситуации.

## Характеристики АЭС

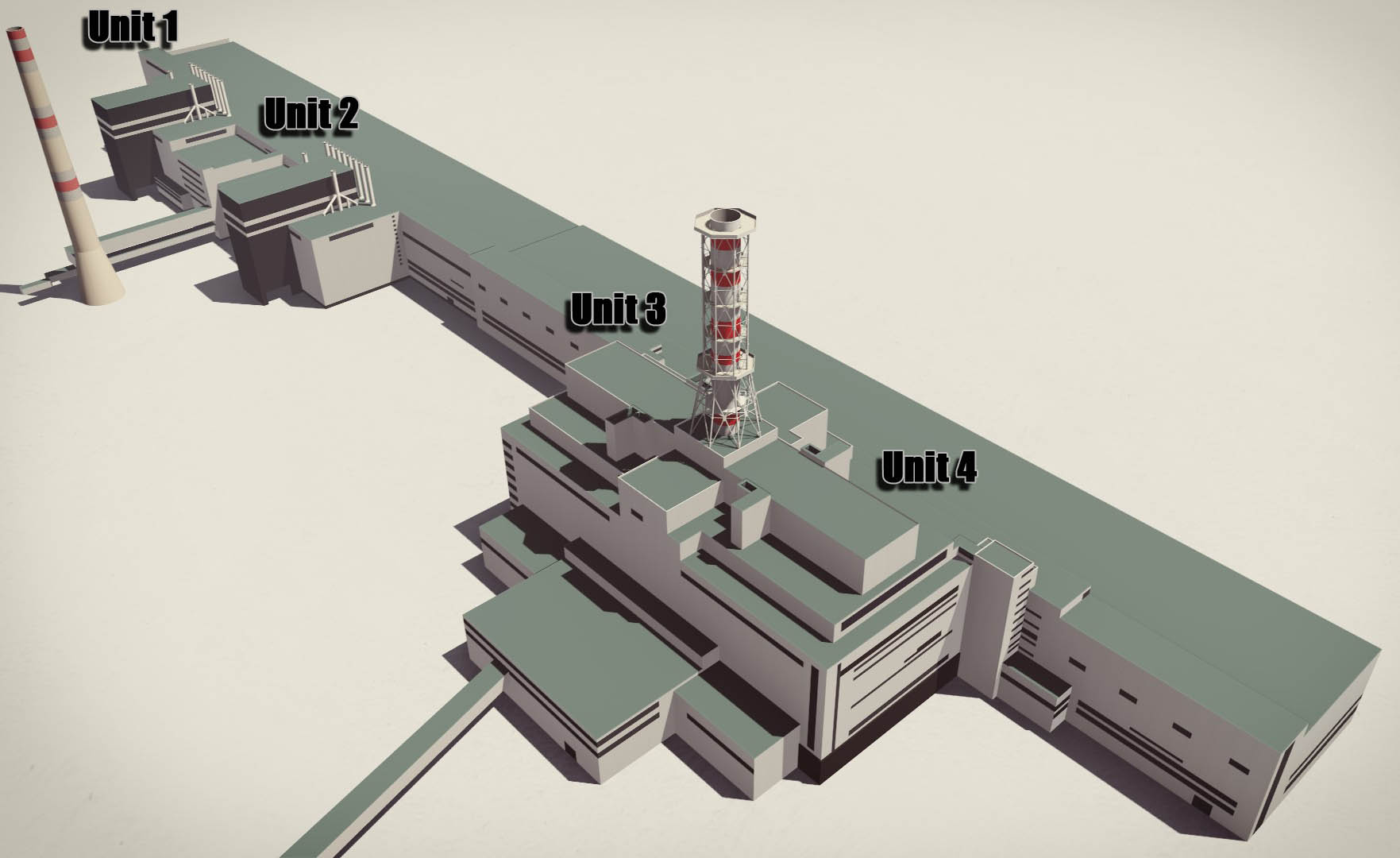
Трёхмерная модель Чернобыльской АЭС до аварии в 1986 году

Чернобыльская АЭС имени В. И. Ленина (51°23′22″ с. ш. 30°05′59″ в. д.) расположена на территории Украины неподалёку от границы с Беларусью, в 3 км от города Припяти, в 15 км от города Чернобыля и в 160 км от Киева.
Ко времени аварии на ЧАЭС действовали четыре энергоблока на базе реакторов РБМК-1000 (реактор большой мощности канального типа) с электрической мощностью 1000 МВт (тепловая мощность — 3200 МВт) каждый. Ещё два аналогичных энергоблока находились в процессе строительства.
ЧАЭС остановлена навсегда 15 декабря 2000 года.

## Авария

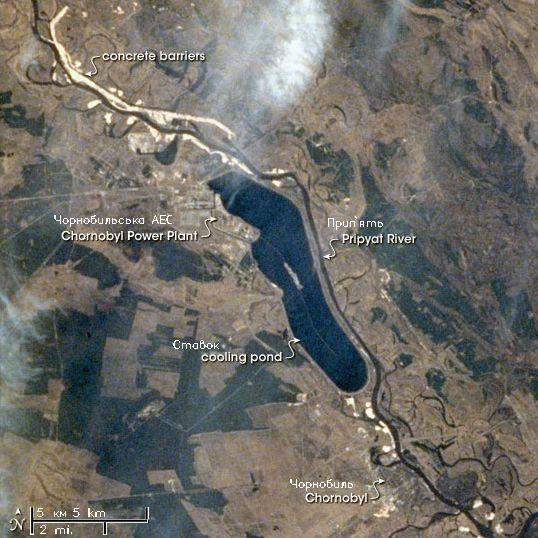
Фотография территории вокруг Чернобыльской АЭС, выполненная с помощью аппаратуры станции «Мир», 27 апреля 1997 года

В 01:23:47 (по московскому времени) в субботу 26 апреля 1986 года на 4-м энергоблоке Чернобыльской АЭС произошёл взрыв, который полностью разрушил реактор, пострадал частично машинный зал (в зоне 4-го энергоблока). В различных помещениях и на крыше начался пожар. Здание энергоблока частично обрушилось, при этом погибли первые 2 человека — в 01:26 того же дня погиб оператор главных циркуляционных насосов Валерий Ходемчук. Сотрудник пусконаладочного предприятия Владимир Шашенок умер от полученных травм в 6:00 того же дня. Впоследствии остатки активной зоны расплавились, смесь из расплавленного металла, песка, бетона и фрагментов топлива растеклась по подреакторным помещениям. В результате аварии произошёл выброс в окружающую среду радиоактивных веществ, в том числе изотопов урана, плутония, йода-131 (период полураспада — 8 дней), цезия-134 (период полураспада — 2 года), цезия-137 (период полураспада — 30 лет), стронция-90 (период полураспада — 28,8 года).

### Хронология
На 25 апреля 1986 года была запланирована остановка 4-го энергоблока Чернобыльской АЭС для очередного планово-предупредительного ремонта. Во время таких остановок обычно проводятся различные испытания оборудования, как регламентные, так и нестандартные, проводящиеся по отдельным программам. В этот раз целью одного из них было испытание режима выбега ротора турбогенератора, предложенного генеральным проектировщиком (московским институтом «Гидропроект») в качестве дополнительной системы аварийного электроснабжения. Режим «выбега» позволял бы использовать кинетическую энергию, запасённую во вращающемся роторе турбогенератора, для обеспечения электропитанием питательных (ПН) и главных циркуляционных насосов (ГЦН) в случае обесточивания электроснабжения собственных нужд станции. Данный режим не был отработан или внедрён на АЭС с РБМК. Это были уже четвёртые испытания режима, проводившиеся на ЧАЭС. Первая попытка в 1982 году показала, что напряжение при выбеге падает быстрее, чем планировалось. Последующие испытания, проводившиеся после доработки оборудования турбогенератора в 1983—1985 годах, также по разным причинам заканчивались неудачно.
Испытания должны были проводиться 25 апреля 1986 года на мощности 700—1000 МВт (тепловых), 22—31 % от полной мощности. Примерно за сутки до аварии (к 3:47 25 апреля) мощность реактора была снижена примерно до 50 % (1600 МВт). В 14:00, в соответствии с программой, была отключена система аварийного охлаждения реактора. Однако дальнейшее снижение мощности было запрещено диспетчером Киевэнерго. Запрет был отменён диспетчером в 23:10. Во время длительной работы реактора на мощности 1600 МВт происходило нестационарное ксеноновое отравление. В течение 25 апреля пик отравления был пройден, началось разотравление реактора. К моменту получения разрешения на дальнейшее снижение мощности оперативный запас реактивности (ОЗР) возрос практически до исходного значения и продолжал возрастать. При дальнейшем снижении мощности разотравление прекратилось и снова началось отравление.
В течение примерно двух часов мощность реактора была снижена до уровня, предусмотренного программой (около 700 МВт тепловых), а затем, по неустановленной причине, до 500 МВт. В 0:28 при переходе с системы локального автоматического регулирования на автоматический регулятор общей мощности оператор (СИУР — старший инженер управления реактором) не смог удержать мощность реактора на заданном уровне, и она провалилась (тепловая — до 30 МВт, нейтронная — до нуля). Персонал, находившийся на БЩУ-4, принял решение о восстановлении мощности реактора (извлекая поглощающие стержни реактора) и через несколько минут добился её роста, а в дальнейшем и стабилизации на уровне 160—200 МВт (тепловых). При этом ОЗР непрерывно снижался из-за продолжающегося отравления. Соответственно, операторы продолжили извлекать стержни ручного регулирования (РР).
После достижения 200 МВт тепловой мощности были включены дополнительные главные циркуляционные насосы, и количество работающих насосов доведено до восьми. Согласно программе испытаний, четыре из них, совместно с двумя дополнительно работающими питательными насосами, должны были служить нагрузкой для генератора «выбегающей» турбины во время эксперимента. Дополнительное увеличение расхода теплоносителя через реактор привело к уменьшению парообразования. Кроме того, расход относительно холодной питательной воды оставался небольшим, соответствующим мощности 200 МВт, что вызвало повышение температуры теплоносителя на входе в активную зону, и она приблизилась к температуре кипения.
В 1:23:04 начался эксперимент. Из-за снижения оборотов насосов, подключённых к выбегающему генератору, и положительного парового коэффициента реактивности (см. ниже) реактор испытывал тенденцию к увеличению мощности (вводилась положительная реактивность), однако в течение почти всего времени эксперимента поведение мощности не внушало опасений.
В 1:23:39 зарегистрирован сигнал аварийной защиты АЗ-5 от нажатия кнопки на пульте оператора. Поглощающие стержни начали движение в активную зону, однако вследствие их неправильной конструкции и низкого оперативного запаса реактивности реактор был не заглушён, а наоборот, начал разгоняться. В следующие несколько секунд зарегистрированы различные сигналы, свидетельствующие об очень быстром росте мощности, затем регистрирующие системы вышли из строя.
Произошло, по различным свидетельствам, от одного до нескольких мощных взрывов (большинство свидетелей указало на два мощных взрыва), и к 1:23:47—1:23:50 реактор был полностью разрушен.

## Причины аварии
Существуют по крайней мере два различных подхода к объяснению причин чернобыльской аварии, которые можно назвать официальными, а также несколько альтернативных версий разной степени достоверности.
Государственная комиссия, сформированная в СССР для расследования причин катастрофы, возложила основную ответственность за неё на оперативный персонал и руководство ЧАЭС. МАГАТЭ создало свою консультативную группу, известную как Консультативный комитет по вопросам ядерной безопасности (англ. INSAG; International Nuclear Safety Advisory Group), который на основании материалов, предоставленных советской стороной, и устных высказываний специалистов (среди которых группу консультировали Калугин А. К. и Дёмин В. Ф., а делегацию советских специалистов возглавил Валерий Легасов, первый заместитель директора ИАЭ имени И. В. Курчатова) в своём отчёте 1986 года также в целом поддержал эту точку зрения. Утверждалось, что авария явилась следствием маловероятного совпадения ряда нарушений правил и регламентов эксплуатационным персоналом, а катастрофические последствия приобрела из-за того, что реактор был приведён в нерегламентное состояние.
Грубые нарушения правил эксплуатации АЭС, совершённые её персоналом, согласно этой точке зрения, заключаются в следующем:
- проведение эксперимента «любой ценой», несмотря на изменение состояния реактора;
- вывод из работы исправных технологических защит, которые просто остановили бы реактор ещё до того, как он попал в опасный режим;
- замалчивание масштаба аварии в первые дни руководством ЧАЭС.

Однако в 1990 году комиссия Госатомнадзора СССР заново рассмотрела этот вопрос и пришла к заключению, что «начавшаяся из-за действий оперативного персонала Чернобыльская авария приобрела неадекватные им катастрофические масштабы вследствие неудовлетворительной конструкции реактора» (, с. 35). Кроме того, комиссия проанализировала действовавшие на момент аварии нормативные документы и не подтвердила некоторые из ранее выдвигавшихся в адрес персонала станции обвинений. Несмотря на широко распространённое ошибочное мнение о том, что авария произошла из-за испытаний выбега турбогенератора, на самом деле испытания лишь облегчили проведение расследования, так как вместе со штатными системами контроля работала ещё и внешняя, с высоким временным разрешением (, с. 68).
В 1993 году INSAG опубликовал дополнительный отчёт, обновивший «ту часть доклада INSAG-1, в которой основное внимание уделено причинам аварии», и уделивший большее внимание серьёзным проблемам в конструкции реактора. Он основан, главным образом, на данных Госатомнадзора СССР и на докладе «рабочей группы экспертов СССР» (эти два доклада включены в качестве приложений), а также на новых данных, полученных в результате моделирования аварии. В этом отчёте многие выводы, сделанные в 1986 году, признаны неверными и пересматриваются «некоторые детали сценария, представленного в INSAG-1», а также изменены некоторые «важные выводы». Согласно отчёту, наиболее вероятной причиной аварии являлись ошибки проекта и конструкции реактора, эти конструктивные особенности оказали основное влияние на ход аварии и её последствия.
Основными факторами, внёсшими вклад в возникновение аварии, INSAG-7 считает следующее:
- реактор не соответствовал нормам безопасности и имел опасные конструктивные особенности;
- низкое качество регламента эксплуатации в части обеспечения безопасности;
- неэффективность режима регулирования и надзора за безопасностью в ядерной энергетике, общая недостаточность культуры безопасности в ядерных вопросах как на национальном, так и на местном уровне;
- отсутствовал эффективный обмен информацией по безопасности как между операторами, так и между операторами и проектировщиками, персонал не обладал достаточным пониманием особенностей станции, влияющих на безопасность;
- персонал допустил ряд ошибок и нарушил существующие инструкции и программу испытаний.

В целом INSAG-7 достаточно осторожно сформулировал свои выводы о причинах аварии. Так, например, при оценке различных сценариев INSAG отмечает, что «в большинстве аналитических исследований тяжесть аварии связывается с недостатками конструкции стержней системы управления и защиты (СУЗ) в сочетании с физическими проектными характеристиками», и, не высказывая при этом своего мнения, говорит про «другие ловушки для эксплуатационного персонала. Любая из них могла бы в равной мере вызвать событие, инициирующее такую или почти идентичную аварию», например, такое событие, как «срыв или кавитация насосов» или «разрушение топливных каналов». Затем задаётся риторический вопрос: «Имеет ли в действительности значение то, какой именно недостаток явился реальной причиной, если любой из них мог потенциально явиться определяющим фактором?». При изложении взглядов на конструкцию реактора INSAG признаёт «наиболее вероятным окончательным вызвавшим аварию событием» «ввод стержней СУЗ в критический момент испытаний» и замечает, что «в этом случае авария явилась бы результатом применения сомнительных регламентов и процедур, которые привели к проявлению и сочетанию двух серьёзных проектных дефектов конструкции стержней и положительной обратной связи по реактивности». Далее говорится: «Вряд ли фактически имеет значение то, явился ли положительный выбег реактивности при аварийном останове последним событием, вызвавшим разрушение реактора. Важно лишь то, что такой недостаток существовал и он мог явиться причиной аварии». INSAG вообще предпочитает говорить не о причинах, а о факторах, способствовавших развитию аварии. Так, например, в выводах причина аварии формулируется так: «Достоверно не известно, с чего начался скачок мощности, приведший к разрушению реактора Чернобыльской АЭС. Определённая положительная реактивность, по-видимому, была внесена в результате роста паросодержания при падении расхода теплоносителя. Внесение дополнительной положительной реактивности в результате погружения полностью выведенных стержней СУЗ в ходе испытаний явилось, вероятно, решающим приведшим к аварии фактором».
Ниже рассматриваются технические аспекты аварии, обусловленные в основном имевшими место недостатками реакторов РБМК, а также нарушениями и ошибками, допущенными персоналом станции при проведении последнего для 4-го блока ЧАЭС испытания.

### Недостатки реактора
Реактор РБМК-1000 обладал рядом конструктивных недостатков и по состоянию на апрель 1986 года имел десятки нарушений и отступлений от действующих правил ядерной безопасности, на любом из реакторов типа РБМК (на апрель 1986 года в эксплуатации было 15 реакторов на 5 станциях), о чём конструкторам было известно за годы до катастрофы. За месяц до катастрофы в газете «Літературна Україна» была опубликована статья Л. Ковалевской «Не частное дело», описывающая ошибки при строительстве третьей очереди ЧАЭС. Несмотря на известные проблемы, до аварии не предпринимались меры по повышению безопасности РБМК ( с. 60). К тому же действовавший на момент аварии регламент допускал режимы работы, при которых могла произойти подобная авария без вмешательства персонала при вполне вероятной ситуации ( с. 91).
Два из этих недостатков имели непосредственное отношение к причинам аварии. Это положительная обратная связь между мощностью и реактивностью, возникавшая при некоторых режимах эксплуатации реактора, и наличие так называемого концевого эффекта, проявлявшегося при определённых условиях эксплуатации. Эти недостатки не были должным образом отражены в проектной и эксплуатационной документации, что во многом способствовало ошибочным действиям эксплуатационного персонала и созданию условий для аварии. После аварии в срочном порядке были осуществлены мероприятия (первичные — уже в мае 1986 года) по устранению этих недостатков.

#### Положительный паровой коэффициент реактивности
В процессе работы реактора через активную зону прокачивается вода, используемая в качестве теплоносителя, но являющаяся также замедлителем и поглотителем нейтронов, что существенно влияет на реактивность. Внутри топливных каналов реактора она кипит, частично превращаясь в пар, который является худшим замедлителем и поглотителем, чем вода (на единицу объёма). Аналогично и для полного обезвоживания активной зоны — без воды в ней остаётся только замедлитель (бор), из-за чего баланс нейтронов растёт. Реактор был спроектирован таким образом, что паровой коэффициент реактивности был положительным, то есть повышение интенсивности парообразования способствовало высвобождению положительной реактивности (вызывающей возрастание мощности реактора), а пустотный — отрицательным. В широком диапазоне условий, в том числе и в тех, в которых работал энергоблок во время испытаний выбега турбогенератора (конец топливной кампании, малая мощность, большое выгорание, отсутствие дополнительных поглотителей в активной зоне), воздействие положительного парового коэффициента не компенсировалось другими явлениями, влияющими на реактивность, и реактор мог иметь положительный быстрый мощностной коэффициент реактивности. Это значит, что существовала положительная обратная связь — рост мощности вызывал такие процессы в активной зоне, которые приводили к ещё большему росту мощности. Это делало реактор нестабильным и ядерноопасным. Кроме того, операторы не были проинформированы о том, что у реактора может возникнуть положительная обратная связь (, с. 45—47). Несмотря на то, что расчётные пустотный и быстрый мощностной коэффициенты реактивности были отрицательными, на деле они оказались положительными, что делало неизбежным взрыв реактора при полном обезвоживании активной зоны, например в результате максимальной проектной аварии или запаренности активной зоны (например, из-за кавитации ГЦН) (, с. 46).

#### «Концевой эффект»
«Концевой эффект» в реакторе РБМК возникал из-за неправильной конструкции стержней СУЗ и впоследствии был признан ошибкой проекта и, как следствие, одной из причин аварии. Суть эффекта заключается в том, что при определённых условиях в течение первых нескольких секунд погружения стержня в активную зону вносилась положительная реактивность вместо отрицательной. Конструктивно стержень состоял из двух секций: поглотитель (карбид бора) длиной на полную высоту активной зоны и вытеснитель (графит), вытесняющий воду из части канала СУЗ при полностью извлечённом поглотителе. Проявление данного эффекта стало возможным благодаря тому, что стержень СУЗ, находящийся в крайнем верхнем положении, оставляет внизу семиметровый столб воды, в середине которого находится пятиметровый графитовый вытеснитель. Таким образом, в активной зоне реактора остаётся пятиметровый графитовый вытеснитель, и под стержнем, находящимся в крайнем верхнем положении, в канале СУЗ остаётся столб воды. Замещение при движении стержня вниз нижнего столба воды графитом с более низким сечением захвата нейтронов, чем у воды, и вызывало высвобождение положительной реактивности.
При погружении стержня в активную зону реактора вода вытесняется в её нижней части, но одновременно в верхней части происходит замещение графита (вытеснителя) карбидом бора (поглотителем), а это вносит отрицательную реактивность. Что перевесит и какого знака будет суммарная реактивность, зависит от формы нейтронного поля и его устойчивости (при перемещении стержня). А это, в свою очередь, определяется многими факторами исходного состояния реактора.
Для проявления концевого эффекта в полном объёме (внесение достаточно большой положительной реактивности) необходимо довольно редкое сочетание исходных условий.
Независимые исследования зарегистрированных данных по чернобыльской аварии, выполненные в различных организациях, в разное время и с использованием разных математических моделей, показали, что такие условия существовали к моменту нажатия кнопки АЗ-5 в 1:23:39. Таким образом, срабатывание аварийной защиты АЗ-5 могло быть, за счёт концевого эффекта, исходным событием аварии на ЧАЭС 26 апреля 1986 года (, с. 81). Существование концевого эффекта было обнаружено в 1983 году во время физических пусков 1-го энергоблока Игналинской АЭС и 4-го энергоблока Чернобыльской АЭС (, с. 54). Об этом главным конструктором были разосланы письма на АЭС и во все заинтересованные организации. На особую опасность обнаруженного эффекта обратили внимание в организации научного руководителя, и был предложен ряд мер по его устранению и нейтрализации, включая проведение детальных исследований. Но эти предложения не были осуществлены, и нет никаких сведений о том, что какие-либо исследования были проведены, как и (кроме письма ГК) о том, что эксплуатационный персонал АЭС знал о концевом эффекте.

#### Быстродействие защитных систем
Управление стержнями аварийной защиты на РБМК-1000 осуществлялось такими же приводами, как и у стержней регулирования для управления реактором в штатных режимах. При этом время срабатывания системы защиты АЗ-5 при сбросе стержней с самого верхнего положения составляло 18-21 секунд. В проекте реактора РБМК-1000 никак не обосновывалась такая скорость движения органов СУЗ, и по мнению INSAG-7 она была недостаточной. В целом логика работы системы управления и защиты (СУЗ) реактора была построена исходя из стремления обеспечить эффективную работу станции в энергосистеме, поэтому при возникновении аварийного сигнала приоритет отдавался быстрому управляемому снижению мощности до «определённых уровней», а не гарантированному заглушению реактора.

#### Системы контроля и регистрации
При мощности реактора менее 10 % от номинальной она контролировалась боковыми ионизационными камерами, расположенными вне активной зоны. Как следствие, ни операторы, ни автоматика не могли контролировать аксиальное и радиальное распределение энерговыделения внутри геометрически большой активной зоны, только суммарный уровень мощности. Фактически, при мощности менее 10 % номинальной, реактор управлялся «вслепую», оператор более полагался на опыт и интуицию, чем на показания приборов (, с. 49—50).
Системы регистрации параметров реактора были рассчитаны на медленно протекающие процессы. Например, бумажная лента самописца СФКРЭ протягивалась со скоростью 240 мм/час (, с. 67). Она надёжно фиксировала экстремумы, но не годилась для быстропротекающих процессов (от исходного события аварии до полного разрушения прошло около 10 секунд). Система ДРЕГ имела самый низкий приоритет, неопределённый интервал опроса, редко записывала параметры на магнитную ленту и часто перезагружалась, из-за чего возникали пробелы в телеметрии. Также она не фиксировала многие параметры: положения всех стержней, поканальный расход теплоносителя, реактивность и др. Программа ПРИЗМА регистрировалась только на распечатках.
Наличие из-за испытаний выбега турбогенератора внештатной системы контроля с высоким временным разрешением значительно облегчило проведение расследования (, с. 68).

### Ошибки операторов
Первоначально утверждалось, что в процессе подготовки и проведения эксперимента эксплуатационным персоналом был допущен ряд нарушений и ошибок и что именно эти действия и стали главной причиной аварии. Однако затем эта точка зрения была пересмотрена и выяснилось, что большинство из указанных действий нарушениями не являлось либо не повлияло на развитие аварии. Так, длительная работа реактора на мощности ниже 700 МВт не была запрещена действовавшим на тот момент регламентом, как это утверждалось ранее, хотя и являлась ошибкой эксплуатации и фактором, способствовавшим аварии. Кроме того, это было отклонением от утверждённой программы испытаний. Точно так же включение в работу всех восьми главных циркуляционных насосов (ГЦН) не было запрещено эксплуатационной документацией. Нарушением регламента было лишь превышение расхода через ГЦН выше предельного значения, но кавитации (которая рассматривалась как одна из причин аварии) это не вызвало. Отключение системы аварийного охлаждения реактора (САОР) допускалось при условии проведения необходимых согласований. Система была заблокирована в соответствии с утверждённой программой испытаний, и необходимое разрешение от главного инженера станции было получено. Это не повлияло на развитие аварии: к тому моменту, когда САОР могла бы сработать, активная зона уже была разрушена. Блокировка защиты реактора по сигналу остановки двух турбогенераторов не только допускалась, но, наоборот, предписывалась при разгрузке энергоблока перед его остановкой (, с. 90).
Таким образом, перечисленные действия не были нарушением регламента эксплуатации; более того, высказываются обоснованные сомнения в том, что они как-то повлияли на возникновение аварии в тех условиях, которые сложились до их выполнения (, с. 78). Также признано, что «операции со значениями уставок и отключением технологических защит и блокировок не явились причиной аварии, не влияли на её масштаб. Эти действия не имели никакого отношения к аварийным защитам собственно реактора (по уровню мощности, по скорости её роста), которые персоналом не выводились из работы» (, с. 92). При этом нарушением регламента было только непереключение уставки защиты по уровню воды в барабан-сепараторе (с −1100 на −600 мм), но не изменение уставки по давлению пара (с 55 на 50 кгс/см²).
Нарушением регламента, существенно повлиявшим на возникновение и протекание аварии, была, несомненно, работа реактора с малым оперативным запасом реактивности (ОЗР). В то же время не доказано, что авария не могла бы произойти без этого нарушения.
Вне зависимости от того, какие именно нарушения регламента допустил эксплуатационный персонал и как они повлияли на возникновение и развитие аварии, персонал поддерживал работу реактора в опасном режиме. Работа на малом уровне мощности с повышенным расходом теплоносителя и при малом ОЗР была ошибкой (, с. 121) независимо от того, как эти режимы были представлены в регламенте эксплуатации и независимо от наличия или отсутствия ошибок в конструкции реактора.

### Роль оперативного запаса реактивности

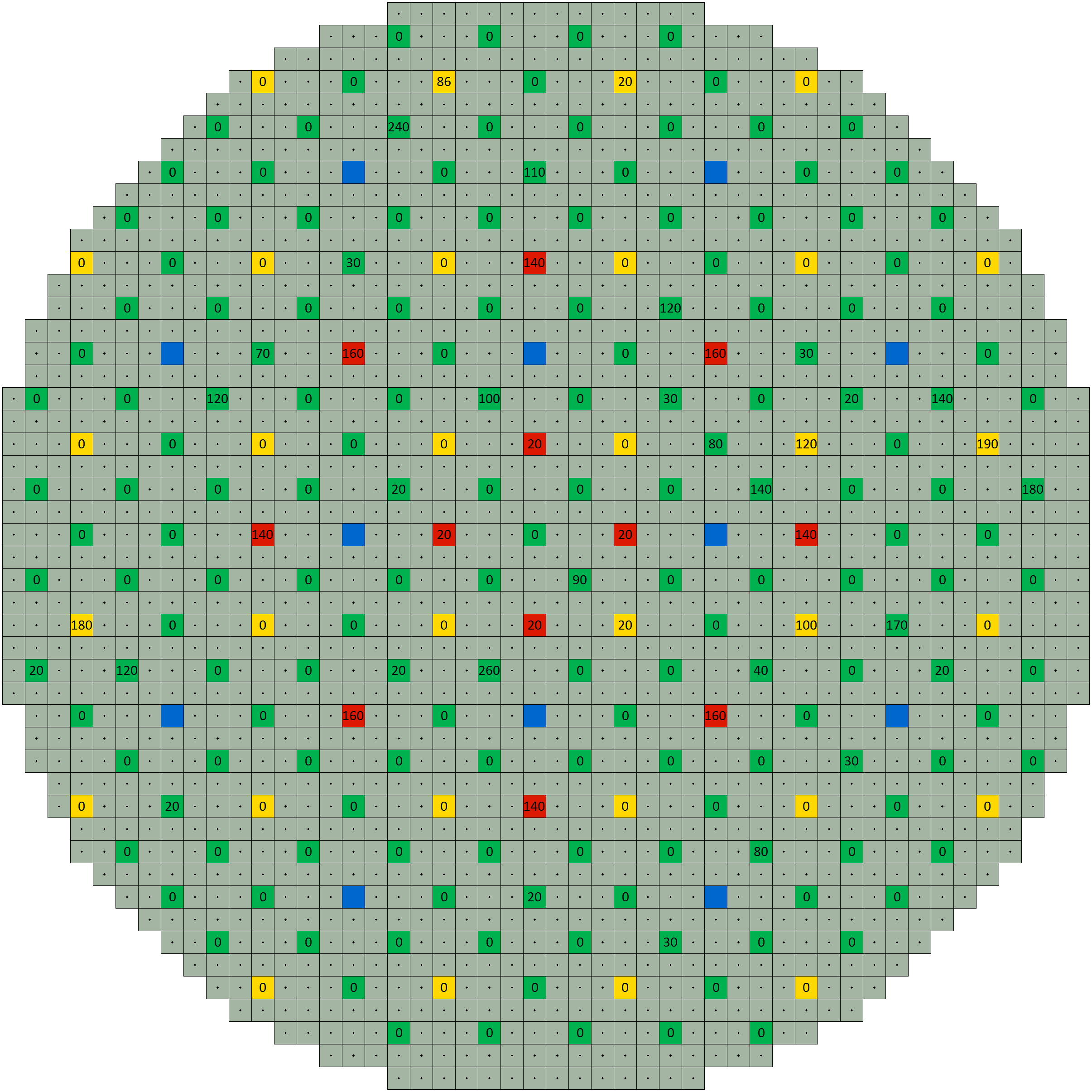
Глубины погружения управляющих стержней (в сантиметрах) на 1:22:30 (, с. 130)

Оперативному запасу реактивности (ОЗР) при анализе развития аварии на ЧАЭС уделяется большое внимание. ОЗР — это положительная реактивность, которую имел бы реактор при полностью извлечённых стержнях СУЗ. В реакторе, работающем на постоянном уровне мощности, эта реактивность всегда скомпенсирована (до нуля) отрицательной реактивностью, вносимой стержнями СУЗ. Большая величина ОЗР означает «увеличенную» долю избыточного ядерного топлива (урана-235), расходуемого на компенсацию этой отрицательной реактивности, вместо того чтобы этот уран-235 тоже использовался для деления и производства энергии. Кроме того, увеличенное значение ОЗР несёт и определённую потенциальную опасность, поскольку означает достаточно высокое значение реактивности, которая может быть внесена в реактор из-за ошибочного извлечения стержней СУЗ.
В то же время на реакторах РБМК низкое значение ОЗР фатальным образом влияло на безопасность реактора. Для поддержания постоянной мощности реактора (то есть нулевой реактивности) при малом ОЗР необходимо почти полностью извлечь из активной зоны управляющие стержни. Такая конфигурация (с извлечёнными стержнями) на РБМК была опасна по нескольким причинам (, с. 49, 94—96):
- усиливалась пространственная неустойчивость нейтронного поля, и затруднялось обеспечение однородности энерговыделения по активной зоне;
- увеличивался положительный паровой коэффициент реактивности➤;
- существенно уменьшалась эффективность аварийной защиты, и в первые секунды после её срабатывания, из-за «концевого эффекта» стержней СУЗ, мощность могла даже увеличиваться, вместо того чтобы снижаться.

Персонал станции, по-видимому, знал только о первой из этих причин; ни об опасном увеличении парового коэффициента, ни о концевом эффекте в действовавших в то время документах ничего не говорилось. Персоналу не было известно об истинных опасностях, связанных с работой при низком запасе реактивности (, с. 54).
Между проявлением концевого эффекта и оперативным запасом реактивности нет жёсткой связи. Угроза ядерной опасности возникает, когда большое количество стержней СУЗ находится в крайних верхних положениях. Это возможно, только если ОЗР мал, однако при одном и том же ОЗР можно расположить стержни по-разному — так что различное количество стержней окажется в опасном положении.
В регламенте отсутствовали ограничения на максимальное количество полностью извлечённых стержней. ОЗР не упоминался в числе параметров, важных для безопасности, технологический регламент не заострял внимание персонала на том, что ОЗР есть важнейший параметр, от соблюдения которого зависит эффективность действия аварийной защиты. Кроме того, проектом не были предусмотрены адекватные средства для измерения ОЗР. Несмотря на огромную важность этого параметра, на пульте не было индикатора, который бы непрерывно его отображал. Обычно оператор получал последнее значение в распечатке результатов расчёта на станционной ЭВМ, два раза в час, либо давал задание на расчёт текущего значения, с доставкой через несколько минут. Таким образом, ОЗР не может рассматриваться как оперативно управляемый параметр, тем более что погрешность его оценки зависит от формы нейтронного поля (, с. 85—86).

### Версии причин аварии
Единой версии причин аварии, с которой было бы согласно всё экспертное сообщество специалистов в области реакторной физики и техники, не существует. Обстоятельства расследования аварии были таковы, что и тогда, и теперь судить о её причинах и следствиях приходится специалистам, чьи организации прямо или косвенно несут часть ответственности за неё. В этой ситуации радикальное расхождение во мнениях вполне естественно. Также вполне естественно, что в этих условиях помимо признанных «авторитетных» версий появилось множество маргинальных, основанных больше на домыслах, нежели на фактах.
Единым в авторитетных версиях является только общее представление о сценарии протекания аварии. Её основу составило неконтролируемое возрастание мощности реактора. Разрушающая фаза аварии началась с того, что от перегрева ядерного топлива разрушились тепловыделяющие элементы (ТВЭЛы) в определённой области в нижней части активной зоны реактора. Это привело к разрушению оболочек нескольких каналов, в которых находятся эти твэлы, и пар под давлением около 7 МПа (69 атм) получил выход в реакторное пространство, в котором нормально поддерживается атмосферное давление (0,1 МПа). Давление в реакторном пространстве резко возросло, что вызвало дальнейшие разрушения уже реактора в целом, в частности отрыв верхней защитной плиты (так называемой «схемы Е») со всеми закреплёнными в ней каналами. Герметичность корпуса (обечайки) реактора и вместе с ним контура циркуляции теплоносителя (КМПЦ) была нарушена, и произошло обезвоживание активной зоны реактора. При наличии положительного парового (пустотного) эффекта реактивности 4—5 β, это привело к разгону реактора на мгновенных нейтронах и наблюдаемым масштабным разрушениям.
Версии принципиально расходятся по вопросу о том, какие именно физические процессы запустили этот сценарий и что явилось исходным событием аварии:
- произошёл ли первоначальный перегрев и разрушение твэлов из-за резкого возрастания мощности реактора вследствие появления в нём большой положительной реактивности или наоборот, появление положительной реактивности — это следствие разрушения твэлов, которое произошло по какой-либо другой причине[33]?
- было ли нажатие кнопки аварийной защиты АЗ-5 непосредственно перед неконтролируемым возрастанием мощности исходным событием аварии или нажатие кнопки АЗ-5 не имеет никакого отношения к аварии[34]? И что тогда следует считать исходным событием: начало испытаний выбега ([22], с. 73) или незаглушение реактора при провале по мощности за 50 минут до взрыва[35]?

Помимо этих принципиальных различий версии могут расходиться в некоторых деталях сценария протекания аварии, её заключительной фазы (взрыв реактора).
Из основных признаваемых экспертным сообществом версий аварии более или менее серьёзно рассмотрены только те, в которых аварийный процесс начинается с быстрого неконтролируемого роста мощности с последующим разрушением твэлов. Наиболее вероятной считается версия, согласно которой «исходным событием аварии явилось нажатие кнопки АЗ-5 в условиях, которые сложились в реакторе РБМК-1000 при низкой его мощности и извлечении из реактора стержней РР сверх допустимого количества» (, с. 97). Из-за неудачной конструкции стержней системы управления и защиты (СУЗ) (концевого эффекта) при паровом коэффициенте реактивности величиной +5β и в том состоянии, в котором находился реактор, аварийная защита, вместо того чтобы заглушить реактор, запускает аварийный процесс согласно вышеописанному сценарию. Расчёты, выполненные в разное время разными группами исследователей, показывают возможность такого развития событий. Это также косвенно подтверждается тем, что в случае «разгона» реактора на мгновенных нейтронах из-за «запоздалого» нажатия СИУРом кнопки АЗ-5, сигнал на его аварийную остановку был бы сформирован автоматически: по превышению периода удвоения мощности, превышению максимального уровня мощности и т. п. Такие события обязательно должны были предшествовать взрыву реактора и реакция автоматики защиты была бы обязательной и непременно опередила бы реакцию оператора. Однако общепризнано, что первый сигнал аварийной защиты был дан кнопкой на пульте оператора АЗ-5, которая используется для глушения реактора в любых аварийных и нормальных условиях. В частности, именно этой кнопкой был остановлен 3-й энергоблок ЧАЭС в 2000 году.
Записи системы контроля и показания свидетелей подтверждают эту версию. Однако не все с этим согласны, есть расчёты, выполненные в НИКИЭТ (одна из организаций-создателей РБМК), которые такую возможность отрицают.
Главным конструктором высказываются другие версии начального неконтролируемого роста мощности, в которых причиной этого является не работа СУЗ реактора, а условия во внешнем контуре циркуляции КМПЦ, созданные действиями эксплуатационного персонала. Исходными событиями аварии в этом случае могли бы быть:
- кавитация главного циркуляционного насоса (ГЦН), вызвавшая отключение ГЦН и интенсификацию процесса парообразования с введением положительной реактивности;
- кавитация на запорно-регулирующих клапанах (ЗРК) каналов реактора, вызвавшая поступление дополнительного пара в активную зону с введением положительной реактивности;
- отключение ГЦН собственными защитами, вызвавшее интенсификацию процесса парообразования с введением положительной реактивности.

Версии о кавитации основываются на расчётных исследованиях, выполненных в НИКИЭТ, но, по собственному признанию авторов этих расчётов, «детальные исследования кавитационных явлений не выполнялись». Версия отключения ГЦН как исходного события аварии не подтверждается зарегистрированными данными системы контроля (, с. 64—66). Кроме того, все три версии подвергаются критике с точки зрения того, что речь идёт по существу не об исходном событии аварии, а о факторах, способствующих её возникновению. Нет количественного подтверждения версий расчётами, моделирующими произошедшую аварию (, с. 84).
Существуют также различные версии, касающиеся заключительной фазы аварии — собственно взрыва реактора.

#### Химический взрыв
Высказывались предположения, что взрыв, разрушивший реактор, имел химическую природу, то есть это был взрыв водорода, который образовался в реакторе при высокой температуре в результате пароциркониевой реакции и ряда других процессов. Химический взрыв повлёк за собой большие разрушения и химическое заражение.

#### Паровой взрыв
Существует версия, что взрыв был исключительно паровым. По этой версии все разрушения вызвал поток пара, выбросив из шахты значительную часть графита и топлива. А пиротехнические эффекты в виде «фейерверка вылетающих раскалённых и горящих фрагментов», которые наблюдали очевидцы, — результат «возникновения пароциркониевой и других химических экзотермических реакций».

#### Версия ядерного взрыва
По версии, предложенной ядерным физиком, ликвидатором последствий аварии Константином Чечеровым, взрыв, имевший ядерную природу, произошёл не в шахте реактора, а в пространстве реакторного зала, куда активная зона вместе с крышкой реактора была выброшена паром, вырывающимся из разорванных каналов. Эта версия хорошо согласуется с характером разрушения строительных конструкций реакторного здания и отсутствием заметных разрушений в шахте реактора, она включена главным конструктором в его версию аварии. Первоначально версия была предложена для того, чтобы объяснить отсутствие топлива в шахте реактора, подреакторных и других помещениях (присутствие топлива оценивалось как не более 10 %). Однако последующие исследования и оценки дают основание считать, что внутри построенного над разрушенным блоком «саркофага» находится около 95 % топлива.
Шведские учёные предположили, что во время аварии на Чернобыльской АЭС в действительности произошёл ядерный взрыв мощностью около 75 тонн в тротиловом эквиваленте. Для этого они проанализировали концентрации изотопов 133Xe и 133mXe в образцах череповецкой фабрики по сжижению воздуха, а также смоделировали погодные условия после катастрофы, используя недавно опубликованные подробные данные за 1986 год. Статья опубликована в Nuclear Technology. «Мы предполагаем, что ядерные взрывы, вызванные тепловыми нейтронами в нижней части топливных каналов, породили мощные струи из расплавленного топлива и материи самого реактора, устремившиеся вверх. Они пробили 350-килограммовые крышки каналов, прошили крышу реактора и поднялись на высоту в три километра, где их подхватил ветер и донёс до Череповца. Взрыв пара, разорвавший корпус реактора, случился через 2,7 секунды», — заявил Ларс-Эрик де Гир из Агентства оборонных исследований Швеции.

### Альтернативные версии
Причины чернобыльской аварии невозможно понять, не постигнув тонкостей физики ядерных реакторов и технологии работы энергоблоков АЭС с РБМК-1000. В то же время первичные данные об аварии не были известны широкому кругу специалистов. В этих условиях помимо версий, признанных экспертным сообществом, появилось много других. В первую очередь это версии, предложенные специалистами из других областей науки и техники. Во всех этих гипотезах авария предстаёт результатом действия совершенно других физических процессов, чем те, которые лежат в основе работы АЭС, но хорошо знакомых авторам по их профессиональной деятельности.

#### Локальное землетрясение
Широкую известность получила версия, выдвинутая сотрудником Института физики Земли РАН Евгением Барковским. Эта версия объясняет аварию локальным землетрясением. Основанием для такого предположения является сейсмический толчок, зафиксированный примерно в момент аварии в районе расположения Чернобыльской АЭС. Сторонники этой версии утверждают, что толчок был зарегистрирован до, а не в момент взрыва (это утверждение оспаривается), а сильная вибрация, предшествовавшая катастрофе, могла быть вызвана не процессами внутри реактора, а землетрясением. Кроме того, как установили геофизики, сам 4-й энергоблок стоит на узле тектонического разлома земных плит. Причиной того, что соседний третий блок не пострадал, считается тот факт, что испытания проводились только на 4-м энергоблоке. Сотрудники АЭС, находившиеся на других блоках, никаких вибраций не почувствовали.

#### Умышленное преступление
Существуют и конспирологические версии аварии, которые намекают на умышленный факт действий, приведших к аварии. Наиболее популярная версия — признание взрыва на Чернобыльской АЭС диверсией или даже террористическим актом, факт которого скрыли власти. Среди способов диверсии называются взрывчатка, подложенная под реактор, следы которой якобы были обнаружены на поверхности расплавов топливных масс; вставленные в активную зону специальные твэлы из высокообогащённого (оружейного) урана; диверсия с применением пучкового оружия, установленного на искусственном спутнике Земли, либо так называемого дистанционного геотектонического оружия.

#### Подлог данных
Сотрудник Института проблем безопасности АЭС Академии наук Украины Борис Горбачёв предложил версию, которая представляет собою вольное публицистическое изложение общепринятого сценария аварии с обвинениями экспертов, расследовавших аварию, и персонала АЭС в совершении подлога в отношении первичных исходных данных. По версии Горбачёва, взрыв произошёл из-за того, что операторы при подъёме мощности после её провала (в 00:28) извлекли слишком много управляющих стержней, делая это произвольно и бесконтрольно вплоть до момента взрыва и не обращая внимания на растущую мощность. На основании сделанных допущений автор выстроил новую хронологию событий, однако эта хронология противоречит надёжно зарегистрированным данным и физике процессов, протекающих в ядерном реакторе.

## Последствия аварии

### Первые часы
Непосредственно во время взрыва на 4-м энергоблоке погиб один человек — оператор главных циркуляционных насосов Валерий Ходемчук (тело не найдено). Ещё один, сотрудник пусконаладочного предприятия Владимир Шашенок, получил перелом позвоночника и многочисленные ожоги и в 6:00 того же дня умер в припятской медсанчасти № 126. Впоследствии у 134 сотрудников ЧАЭС и членов спасательных команд, находившихся на станции во время взрыва, развилась лучевая болезнь, 28 из них умерли в течение следующих нескольких месяцев.
В 1:23 ночи на пульт диспетчера военизированной пожарной части №2 (ВПЧ-2) по охране ЧАЭС поступил сигнал о возгорании. К станции выехали три отделения пожарной части, которые возглавлял лейтенант внутренней службы Владимир Правик. Из Припяти на помощь выехал караул самостоятельной военизированной пожарной части №6 (СВПЧ-6 УПО УВД Киевского облисполкома), который возглавлял лейтенант Виктор Кибенок. Руководство тушением пожара принял на себя майор Леонид Телятников, который получил очень высокую дозу облучения и выжил только благодаря пересадке костного мозга в том же году. Его действиями предотвращено распространение пожара. Были вызваны дополнительные подкрепления из Киева и близлежащих областей (так называемый «номер 3» — самый высокий номер сложности пожаров). Прибывающие пожарные подразделения использовались в дальнейшем для откачки воды из подреакторных помещений.
Из средств защиты у пожарных были только брезентовая боевая одежда пожарного (боёвка), рукавицы, каска. Звенья газодымозащитной службы были в противогазах КИП-5. Из-за высокой температуры пожарные сняли их в первые минуты. К 4 часам утра пожар был локализован на крыше машинного зала, а к 6 часам утра потушен. Всего в тушении пожара принимало участие 69 человек личного состава и 14 единиц техники. Наличие высокого уровня радиации было достоверно установлено только к 3:30, так как из двух имевшихся приборов на 1000 Р/ч один вышел из строя, а другой оказался недоступен из-за возникших завалов. Поэтому в первые часы аварии были неизвестны реальные уровни радиации в помещениях блока и вокруг него. Неясным оставалось и состояние реактора; была версия, что реактор цел и его нужно охлаждать.
Пожарные не дали огню перекинуться на третий блок (у 3-го и 4-го энергоблоков единые переходы). Вместо огнестойкого покрытия, как положено по инструкции, крыша машинного зала была залита обычным горючим битумом. Примерно к 2 часам ночи появились первые поражённые из числа пожарных. У них стали проявляться слабость, рвота, «ядерный загар». Помощь им оказывали на месте, в медпункте станции, после чего переправляли в МСЧ-126. Уже к утру 27 апреля радиационный фон в МСЧ-126 был запредельно высок, и, чтобы хоть как-то его снизить, медперсонал перенёс всю одежду пожарных в подвал медсанчасти. В тот же день первую группу пострадавших из 28 человек отправили самолётом в Москву, в 6-ю радиологическую больницу. Практически не пострадали водители пожарных автомобилей.
В первые часы после аварии многие, по-видимому, не осознавали, насколько сильно повреждён реактор, поэтому было принято ошибочное решение обеспечить подачу воды в активную зону реактора для её охлаждения. Для этого требовалось вести работы в зонах с высокой радиацией. Эти усилия оказались бесполезны, так как и трубопроводы, и сама активная зона были разрушены. Другие действия персонала станции, такие как тушение очагов пожаров в помещениях станции, меры, направленные на предотвращение возможного взрыва, напротив, были необходимыми. Возможно, они предотвратили ещё более серьёзные последствия. При выполнении этих работ многие сотрудники станции получили большие дозы радиации, а некоторые — даже смертельные.

### Информирование и эвакуация населения
Первое сообщение об аварии на Чернобыльской АЭС появилось в советских СМИ 27 апреля, через 36 часов после катастрофы. Диктор припятской радиотрансляционной сети сообщил о сборе и временной эвакуации жителей города.
После оценки масштабов радиоактивного загрязнения стало ясно, что потребуется эвакуация города Припяти, которая была проведена 27 апреля. В первые дни после аварии было эвакуировано население 10-километровой зоны, а в последующие дни — и других населённых пунктов 30-километровой зоны. Запрещалось брать с собой вещи, детские игрушки и тому подобное, многие были эвакуированы в домашней одежде. Чтобы не раздувать панику, сообщалось, что эвакуированные вернутся домой через три дня. Домашних животных с собой брать не разрешали.
Безопасные пути движения колонн эвакуированного населения определялись с учётом уже полученных данных радиационной разведки. Несмотря на это, ни 26, ни 27 апреля жителей не предупредили о существующей опасности и не дали никаких рекомендаций о том, как следует себя вести, чтобы уменьшить влияние радиоактивного загрязнения.
Только 28 апреля, в 21:00, ТАСС передало: «На Чернобыльской атомной электростанции произошла авария. Повреждён один из атомных реакторов. Принимаются меры по ликвидации последствий аварии. Пострадавшим оказывается помощь. Создана правительственная комиссия».
В то время, как многие иностранные средства массовой информации говорили об угрозе для жизни людей, а на экранах телевизоров демонстрировалась карта воздушных потоков в Центральной и Восточной Европе, в Киеве и других городах Украины и Белоруссии проводились праздничные демонстрации и гуляния, посвящённые Первомаю. Демонстрация в Киеве была организована по личному указанию генерального секретаря КПСС Михаила Горбачёва. Лица, ответственные за манифестации, впоследствии объясняли своё решение необходимостью предотвратить панику среди населения и отсутствием полной картины происходящего.
1 мая 1986 года областной Совет народных депутатов решил позволить иностранцам уезжать из Гомельской области только после медицинского освидетельствования, «В случае, если они отказываются от медосмотра, от них достаточно получения расписки в том, что (…) каких-либо претензий к Советским властям не имеют».

### Ликвидация последствий аварии

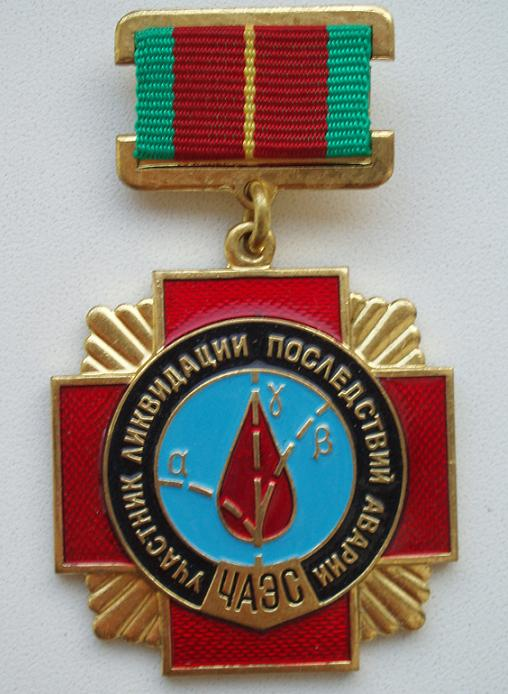
Значок ликвидатора
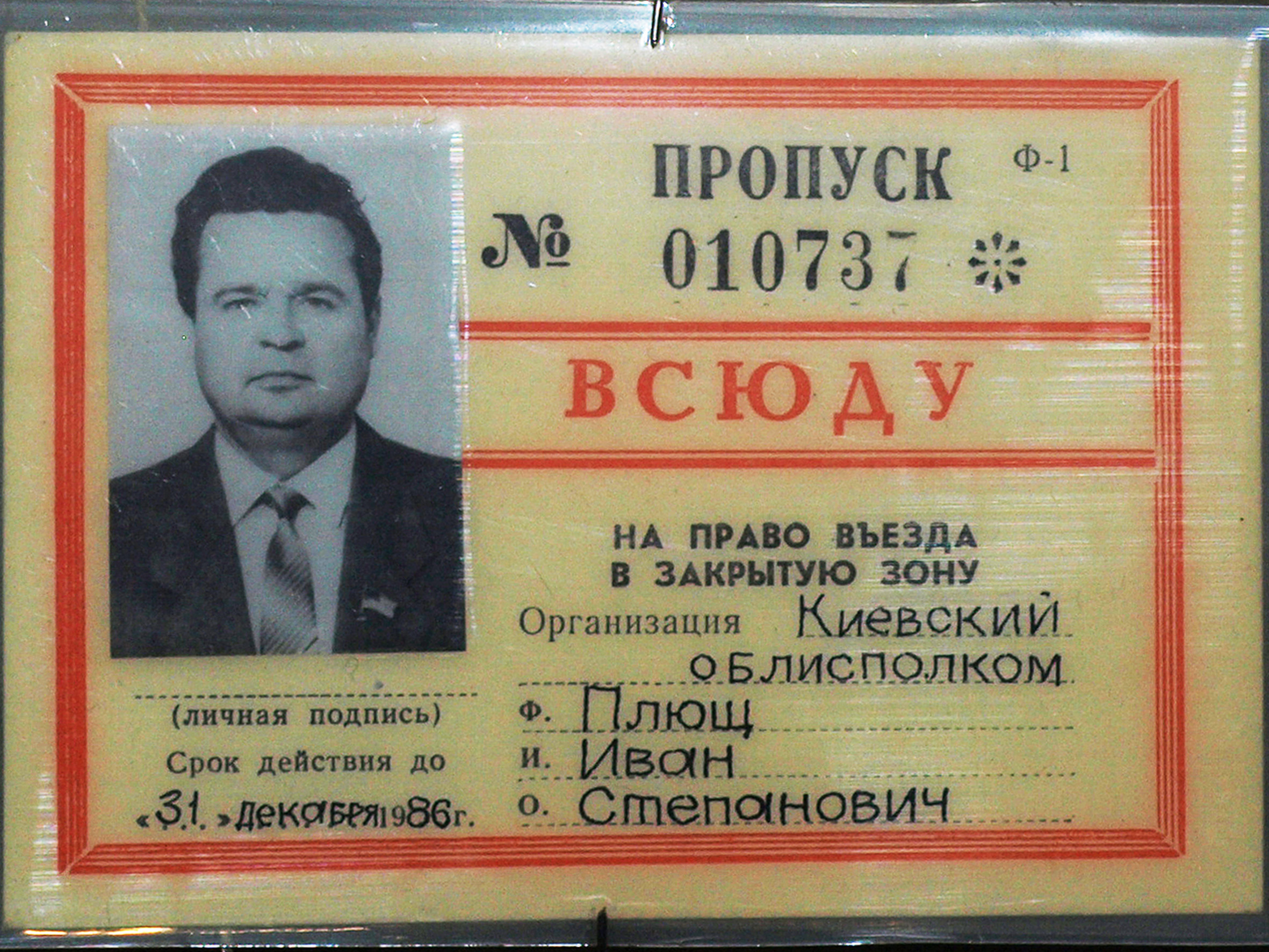
Пропуск в Чернобыль Ивана Плюща, председателя Киевского облисполкома
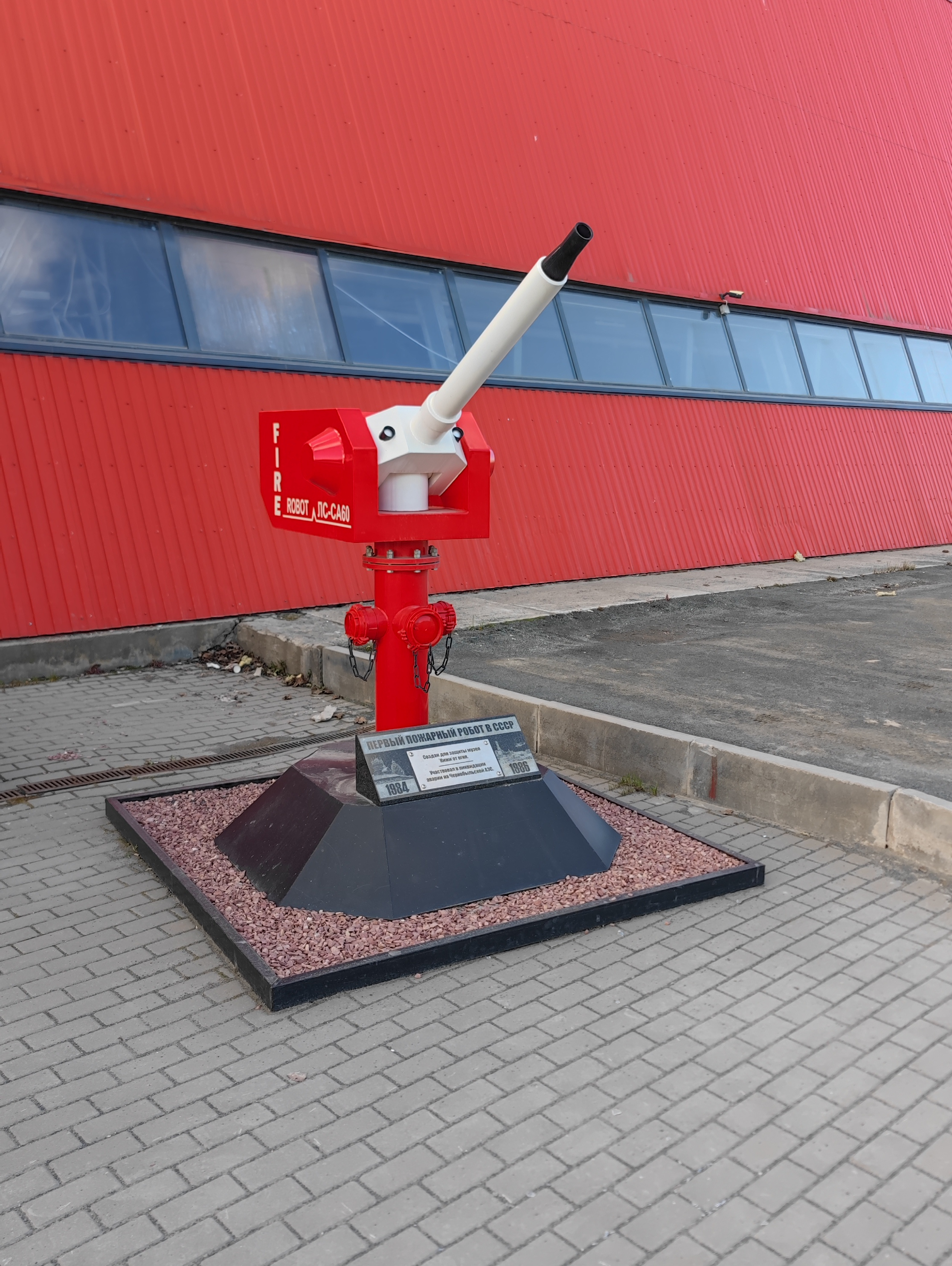
Первый пожарный робот в СССР, принимал участие в ликвидации последствий аварии на Чернобыльской АЭС
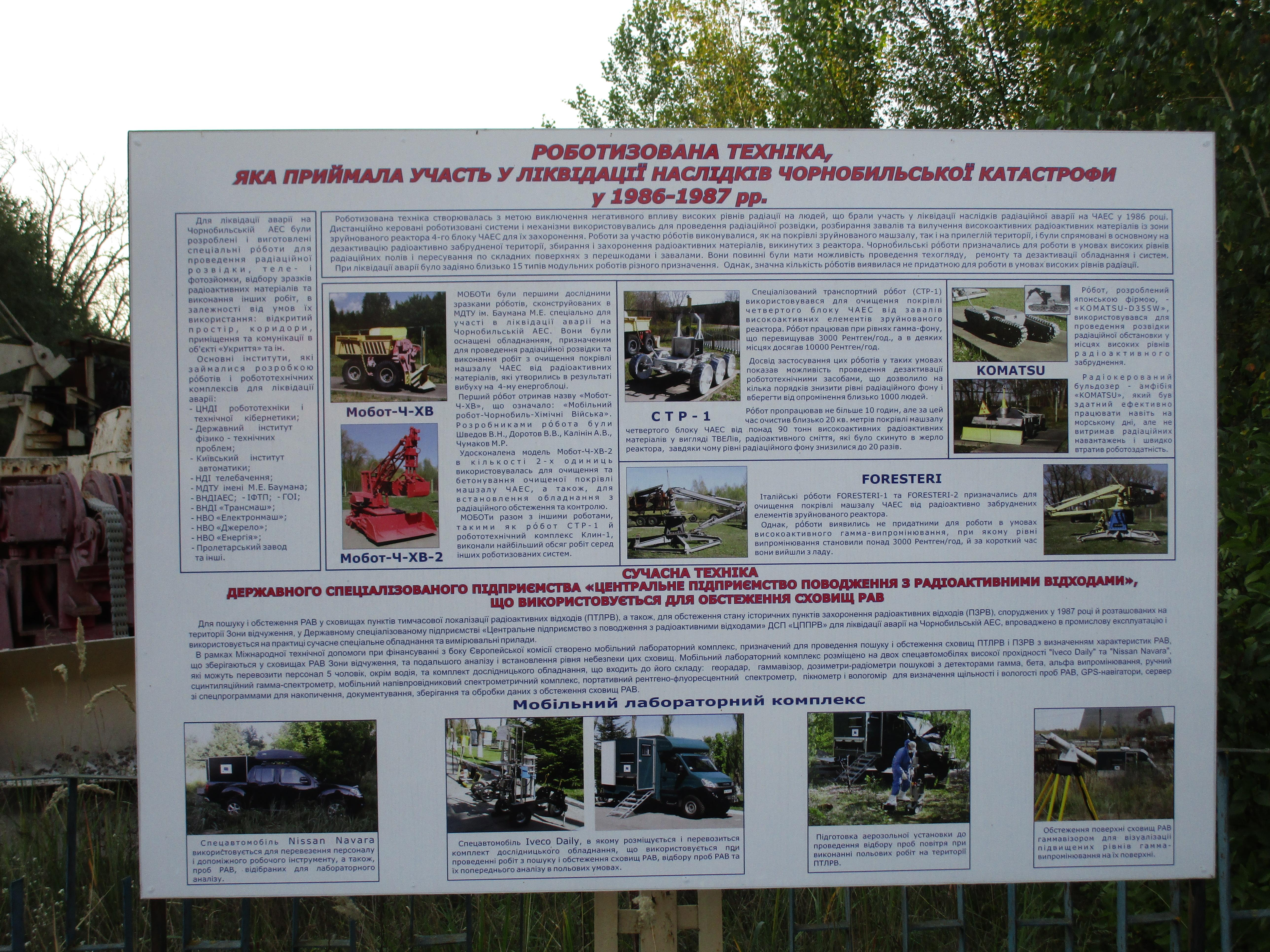
Советские, итальянские и японские роботы, использовавшиеся при ликвидации аварии на Чернобыльской АЭС
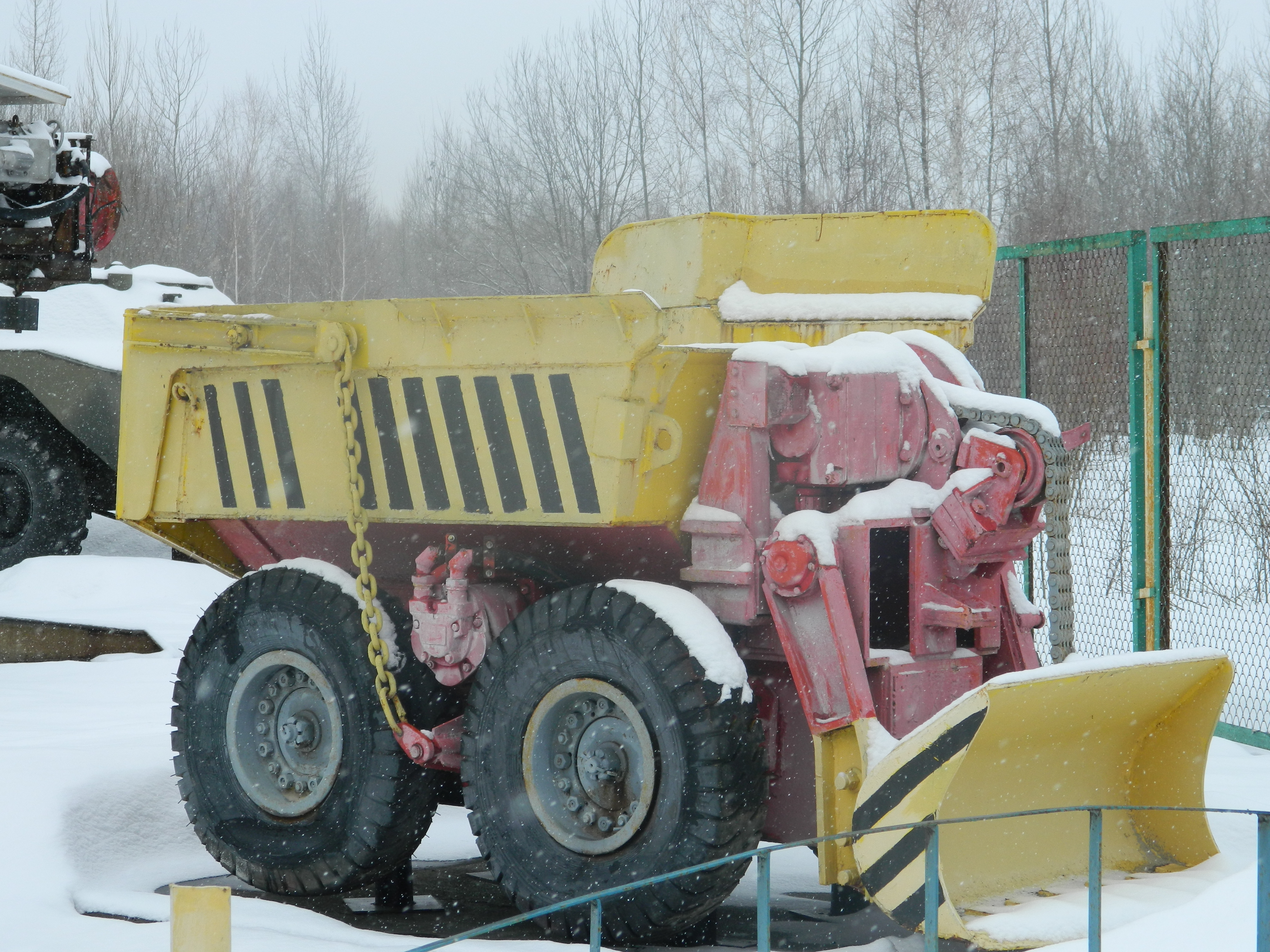
Дистанционно управляемый грузовой автомобиль, использовавшийся при ликвидации последствий аварии
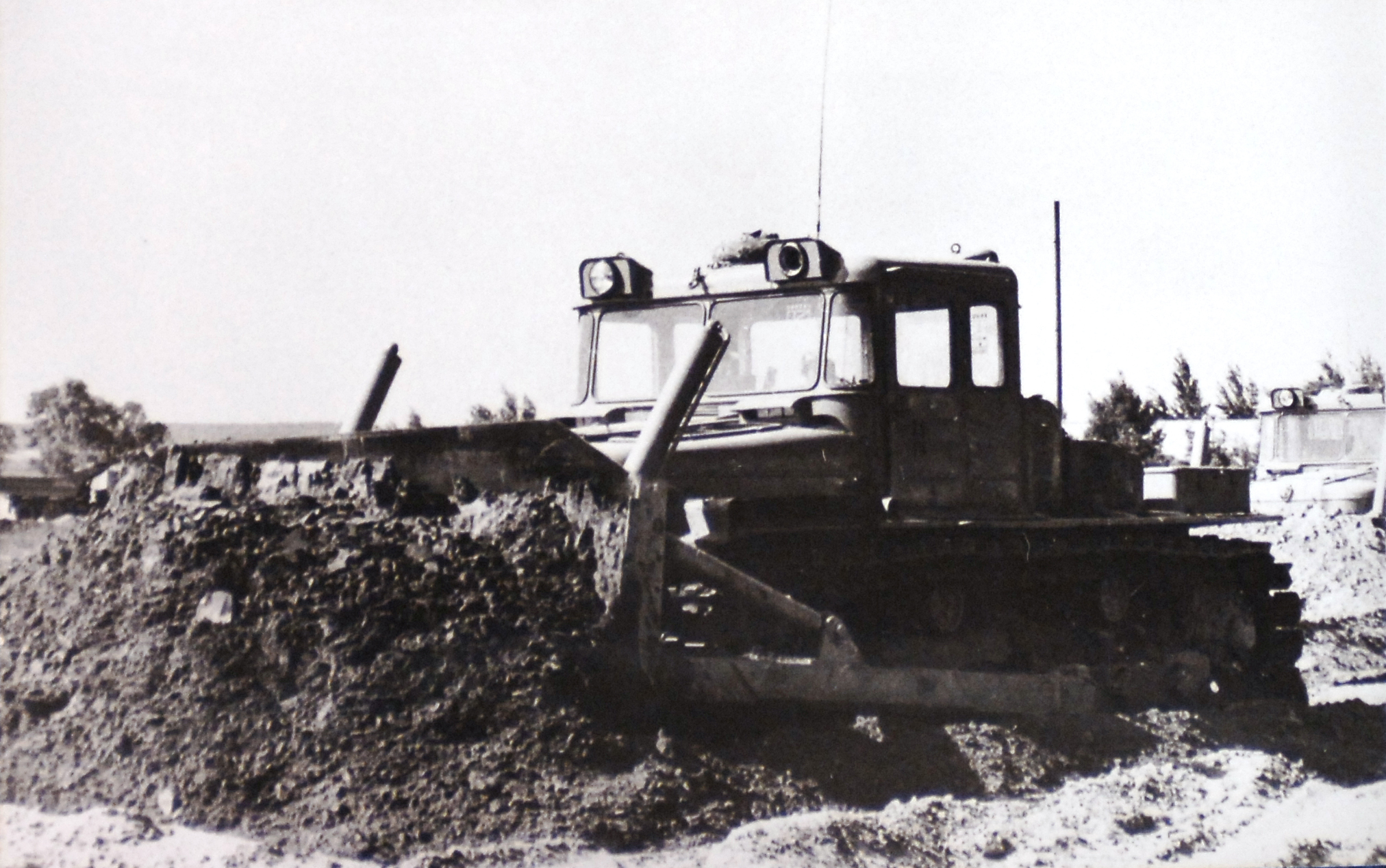
Бульдозер на радиоуправлении
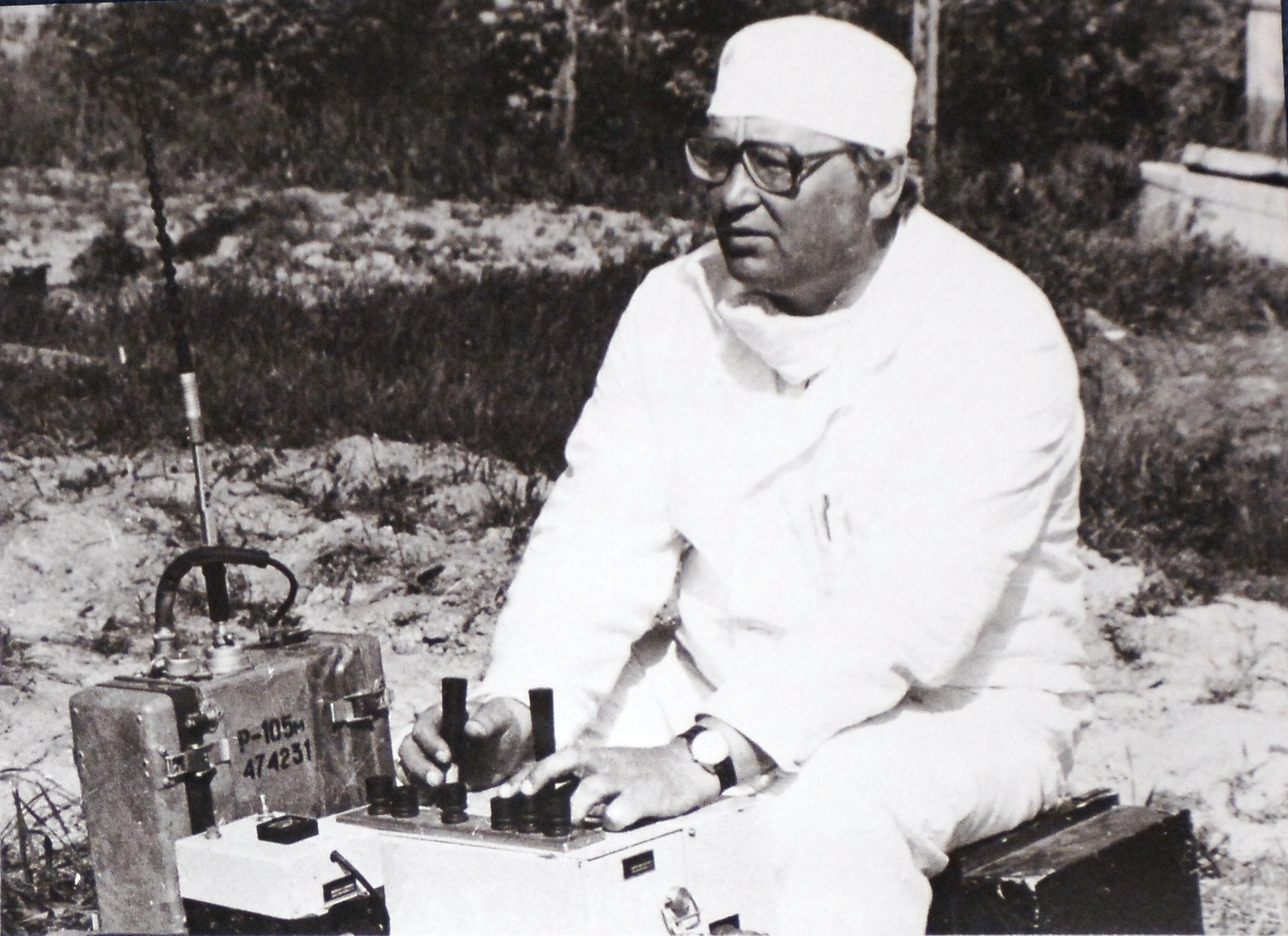
В. Истомин, оператор-машинист, работавший на Ладыжинской ТЭС, управляет бульдозером с помощью пульта ДУ

Для ликвидации последствий аварии была создана правительственная комиссия, председатель — заместитель председателя Совета министров СССР Б. Е. Щербина (позже его сменил Г. Г. Ведерников). От института, разработавшего реактор, в комиссию вошёл химик-неорганик академик В. А. Легасов. В итоге он проработал на месте аварии 4 месяца вместо положенных двух недель. Именно он рассчитал возможность применения и разработал состав смеси (боросодержащие вещества, свинец и доломиты), которой с самого первого дня забрасывали с вертолётов зону реактора для предотвращения дальнейшего разогрева остатков реактора и уменьшения выбросов радиоактивных аэрозолей в атмосферу. Также именно он, выехав на бронетранспортёре непосредственно к реактору, определил, что показания датчиков нейтронов о продолжающейся ядерной реакции недостоверны, так как они реагируют на мощнейшее гамма-излучение. Проведённый анализ соотношения изотопов йода показал, что на самом деле реакция остановилась. Первые десять суток генерал-майор авиации Н. Т. Антошкин непосредственно руководил действиями личного состава по сбросу смеси с вертолётов.
С 27 апреля по 6 мая вертолётчики совершили 1927 вылетов к аварийному реактору и сбросили в него 4925 тонн песка, глины, доломитовой крошки, карбида бора и свинца. Пожар удалось потушить к 11 часам 1 мая. При этом вертолётчики получили большие дозы облучения.
Для координации работ были также созданы республиканские комиссии в Белорусской ССР, Украинской ССР и в РСФСР, различные ведомственные комиссии и штабы. В 30-километровую зону вокруг ЧАЭС стали прибывать специалисты, командированные для проведения работ на аварийном блоке и вокруг него, а также воинские части — как регулярные, так и составленные из срочно призванных резервистов. Всех этих людей позднее стали называть «ликвидаторами». Они работали в опасной зоне посменно: те, кто набрал максимально допустимую дозу радиации, уезжали, а на их место приезжали другие. Основная часть работ была выполнена в 1986—1987 годах, в них приняли участие примерно 240 тысяч человек. Общее количество ликвидаторов составило, включая последующие годы, около 600 тысяч.
Во всех сберкассах страны был открыт «счёт 904» для пожертвований граждан, на который за полгода поступило 520 млн рублей. Среди жертвователей была певица Алла Пугачёва, давшая благотворительный концерт в «Олимпийском» и сольный концерт в Чернобыле для ликвидаторов. Всего на ликвидацию последствий аварии было потрачено более 10 млрд рублей.
В первые дни основные усилия были направлены на снижение радиоактивных выбросов из разрушенного реактора и предотвращение ещё более серьёзных последствий. Например, существовали опасения, что из-за остаточного тепловыделения в топливе, остающемся в реакторе, произойдёт расплавление активной зоны ядерного реактора. Были приняты меры для того, чтобы предотвратить проникновение расплава в грунт под реактором. В частности, в течение месяца шахтёрами был вырыт 136-метровый тоннель под реактором. Для предотвращения загрязнения грунтовых вод и реки Днепр в грунте вокруг станции была сооружена защитная стена, глубина которой местами доходила до 30 метров. Также в течение 10 дней инженерными войсками были отсыпаны дамбы на реке Припять.
Затем начались работы по очистке территории и захоронению разрушенного реактора. Вокруг 4-го блока был построен бетонный «саркофаг» (так называемый объект «Укрытие»). Так как было принято решение о запуске 1-го, 2-го и 3-го блоков станции, радиоактивные обломки, разбросанные по территории АЭС и на крыше машинного зала, были убраны внутрь саркофага или забетонированы. В помещениях первых трёх энергоблоков проводилась дезактивация. Строительство саркофага было начато в июле и завершено в ноябре 1986 года. При выполнении строительных работ 2 октября 1986 года возле 4-го энергоблока, зацепившись за трос подъёмного крана в трёх метрах от машинного зала, потерпел катастрофу вертолёт Ми-8, и его экипаж из 4 человек погиб.
За получение данных по медицинским последствиям аварии, их анализ и принятие решений по защите здоровья ликвидаторов и населения пострадавших территорий отвечал Институт биофизики (ныне ФМБЦ им. А. И. Бурназяна ФМБА России) и другие организации Минздрава СССР. Организации Гидромета СССР отвечали за экологический мониторинг и анализ последствий для окружающей среды за пределами площадки АЭС (радиоактивное загрязнение природных сред (воздух, земля, вода) и его прогноз).
По данным Российского государственного медико-дозиметрического регистра, за прошедшие годы среди российских ликвидаторов с дозами облучения выше 100 мЗв (10 бэр) — это около 60 тысяч человек — несколько десятков смертей могли быть связаны с облучением. Всего за 20 лет в этой группе от всех причин, не связанных с радиацией, умерло примерно 5 тысяч ликвидаторов.
Помимо «внешнего» облучения, ликвидаторы подвергались опасности из-за «внутреннего» облучения, вызванного вдыханием радиоактивной пыли. Близость источника излучения к тканям и большая длительность воздействия (многие годы после аварии) делают «внутреннее» облучение опасным даже при сравнительно небольшой радиоактивности пыли, и такую опасность крайне трудно контролировать. Основным путём попадания радиоактивных веществ в организм является ингаляционный. Для защиты от пыли широко использовались респираторы «Лепесток» и другие средства индивидуальной защиты органов дыхания, но из-за значительного просачивания неотфильтрованного воздуха в месте касания маски и лица «Лепестки» оказались малоэффективны, что могло привести к сильному «внутреннему» облучению части ликвидаторов.
За весь период участия в ликвидации последствий катастрофы участвовало более 340 000 военнослужащих, включая 18 500 сотрудников органов МВД СССР и 14 500 военнослужащих Внутренних войск МВД. К середине мая 1986 года группировка войск насчитывала около 30 000 человек, к концу августа — свыше 40 000 человек (включая 32 000 человек, призванных из запаса), и до 10 000 единиц техники, в период 1987—1988 годов — около 20 000 человек и около 6 000 единиц техники, затем началось сокращение её состава, завершённое в 1990 году.

### Правовые последствия
Мировой атомной энергетике в результате Чернобыльской аварии был нанесён серьёзный удар. С 1986 по 2002 год в странах Северной Америки и Западной Европы не было построено ни одной новой АЭС, что связано как с давлением общественного мнения, так и с тем, что значительно возросли страховые взносы и уменьшилась рентабельность ядерной энергетики.
В СССР было законсервировано или прекращено строительство и проектирование 10 новых АЭС, заморожено строительство десятков новых энергоблоков на действующих АЭС в разных областях и республиках.
В законодательстве СССР, а затем и России была закреплена ответственность лиц, намеренно скрывающих или не доводящих до населения последствия экологических катастроф, техногенных аварий. Информация, относящаяся к экологической безопасности мест, ныне не может быть классифицирована как секретная.
Согласно статье 10 Федерального закона от 20 февраля 1995 года № 24-ФЗ «Об информации, информатизации и защите информации» сведения о чрезвычайных ситуациях, экологические, метеорологические, демографические, санитарно-эпидемиологические и другие сведения, необходимые для обеспечения безопасного функционирования производственных объектов, безопасности граждан и населения в целом, являются открытыми и не могут относиться к информации с ограниченным доступом.
В соответствии со статьёй 7 Закона РФ от 21 июля 1993 года № 5485-1 «О государственной тайне» не подлежат отнесению к государственной тайне и засекречиванию сведения о состоянии экологии.
Действующим Уголовным кодексом РФ в статье 237 предусмотрена ответственность лиц за сокрытие информации об обстоятельствах, создающих опасность для жизни или здоровья людей:

Статья 237. Сокрытие информации об обстоятельствах, создающих опасность для жизни или здоровья людей
1. Сокрытие или искажение информации о событиях, фактах или явлениях, создающих опасность для жизни или здоровья людей либо для окружающей среды, совершённые лицом, обязанным обеспечивать население и органы, уполномоченные на принятие мер по устранению такой опасности, указанной информацией, — наказываются штрафом в размере до трёхсот тысяч рублей или в размере заработной платы или иного дохода осуждённого за период до двух лет либо лишением свободы на срок до двух лет с лишением права занимать определённые должности или заниматься определённой деятельностью на срок до трёх лет или без такового.
2. Те же деяния, если они совершены лицом, занимающим государственную должность Российской Федерации или государственную должность субъекта Российской Федерации, а равно главой органа местного самоуправления либо если в результате таких деяний причинён вред здоровью человека или наступили иные тяжкие последствия, — наказываются штрафом в размере от ста тысяч до пятисот тысяч рублей или в размере заработной платы или иного дохода осуждённого за период от одного года до трёх лет либо лишением свободы на срок до пяти лет с лишением права занимать определённые должности или заниматься определённой деятельностью на срок до трёх лет или без такового.

### Радиоактивный выброс
Перед аварией в реакторе четвёртого блока находилось 180—190 т ядерного топлива (диоксида урана). По оценкам, которые в настоящее время считаются наиболее достоверными, в окружающую среду было выброшено от 5 до 30 % от этого количества. Некоторые исследователи оспаривают эти данные, ссылаясь на имеющиеся фотографии и наблюдения очевидцев, которые показывают, что реактор практически пуст. Следует, однако, учитывать, что объём 180 т диоксида урана составляет лишь незначительную часть от объёма реактора. Реактор в основном был заполнен графитом. Кроме того, часть содержимого реактора расплавилась и переместилась через разломы внизу корпуса реактора за его пределы.
Кроме топлива в активной зоне в момент аварии содержались продукты деления и трансурановые элементы — различные радиоактивные изотопы, накопившиеся во время работы реактора. Именно они представляют наибольшую радиационную опасность. Большая их часть осталась внутри реактора, но наиболее летучие вещества были выброшены в атмосферу, в том числе:
- 100 % благородных газов (криптон и ксенон), содержавшихся в реакторе;
- от 50 до 60 % иода в газовой и аэрозольной формах;
- до 60 % теллура и до 40 % цезия в виде аэрозолей.

Суммарная активность выброса, включая инертные радиоактивные газы, составила, по данным НКДАР и МАГАТЭ, до 14⋅1018 Бк (примерно 38⋅107 Ки, для сравнения: при взрыве ядерного заряда мощностью 1 Мт образуется ≈ 1,5⋅105 Ки стронция-90 и 1⋅105 цезия-137). Объём выброса основных радионуклидов приведён в таблице:
| Изотоп (излучение/T½)         | Активность, ПБк | При распаде образуется           | Изотоп (излучение/T½)          | Активность, ПБк | При распаде образуется              |
| ----------------------------- | --------------- | -------------------------------- | ------------------------------ | --------------- | ----------------------------------- |
| ксенон-133 (β-,γ-/5,3 сут.)   | 6510            | цезий-133 (ст.)                  | цезий-134 (β-/2,06 лет)        | 44,03           | барий-134 (ст.)                     |
| нептуний-239 (β-,γ-/2,4 сут.) | 1684,9          | плутоний-239 (α-,γ-/24113 лет) ↓ | рутений-106 (β-/374 сут.)      | 30,1            | родий-106 (β-,γ-/29,8 сек) ↓        |
| нептуний-239 (β-,γ-/2,4 сут.) | 1684,9          | уран-235 (α-,γ-/7⋅108 лет) ↓     | рутений-106 (β-/374 сут.)      | 30,1            | палладий-106 (ст.)                  |
| нептуний-239 (β-,γ-/2,4 сут.) | 1684,9          | торий-231 (β-,γ-/25,5 ч) ↓ …     | криптон-85 (β-,γ-/10,7 лет)    | 28              | рубидий-85 (ст.)                    |
| иод-131 (β-,γ-/8 сут.)        | 1663,2—1800     | ксенон-131 (ст.)                 | стронций-90 (β-/28,8 лет)      | 8,05—10         | иттрий-90 (β-,γ-/64,1 ч) ↓          |
| теллур-132 (β-,γ-/3,2 сут.)   | 407,7           | иод-132 (β-,γ-/2,3 ч) ↓          | стронций-90 (β-/28,8 лет)      | 8,05—10         | цирконий-90 (ст.)                   |
| теллур-132 (β-,γ-/3,2 сут.)   | 407,7           | ксенон-132 (ст.)                 | плутоний-241 (α-,β-/14,4 лет)  | 5,94            | америций-241 (α-,β-,γ-/432,6 лет) + |
| церий-141 (β-,γ-/32,5 сут.)   | 194,25          | празеодим-141 (ст.)              | плутоний-241 (α-,β-/14,4 лет)  | 5,94            | + уран-237 (β-/6,8 сут.) ↓          |
| барий-140 (β-,γ-/12,8 сут.)   | 169,96          | лантан-140 (β-/40,2 ч) ↓         | плутоний-241 (α-,β-/14,4 лет)  | 5,94            | нептуний-237 (α-/2,1⋅106 лет) ↓ …   |
| барий-140 (β-,γ-/12,8 сут.)   | 169,96          | церий-140 (ст.)                  | кюрий-242 (α-/163 сут.)        | 0,946           | плутоний-238 (α-/87,7 лет) ↓        |
| рутений-103 (β-/39,3 сут.)    | 169,65          | родий-103m (β-,γ-/56 мин) ↓      | кюрий-242 (α-/163 сут.)        | 0,946           | уран-234 (α-/2,5⋅105 лет) ↓         |
| рутений-103 (β-/39,3 сут.)    | 169,65          | палладий-103 (γ-/17 сут.) ↓      | кюрий-242 (α-/163 сут.)        | 0,946           | торий-230 (α-/75380 лет) ↓ …        |
| рутений-103 (β-/39,3 сут.)    | 169,65          | родий-103 (ст.)                  | плутоний-240 (α-,γ-/6564 лет)  | 0,0435          | уран-236 (α-/2,3⋅107 лет) ↓         |
| цирконий-95 (β-,γ-/64 сут.)   | 163,8           | ниобий-95 (β-/35 сут.) ↓         | плутоний-240 (α-,γ-/6564 лет)  | 0,0435          | торий-232 (α-/1,4⋅1010 лет) ↓ …     |
| цирконий-95 (β-,γ-/64 сут.)   | 163,8           | молибден-95 (ст.)                | плутоний-239 (α-,γ-/24113 лет) | 0,0304          | уран-235 (α-,γ-/7⋅108 лет) ↓        |
| церий-144 (β-,γ-/285 сут.)    | 137,2           | празеодим-144 (β-/17,5 мин) ↓    | плутоний-239 (α-,γ-/24113 лет) | 0,0304          | торий-231 (β-,γ-/25,5 ч) ↓          |
| церий-144 (β-,γ-/285 сут.)    | 137,2           | неодим-144 (γ-/2,3⋅1015 лет) ↓ … | плутоний-239 (α-,γ-/24113 лет) | 0,0304          | протактиний-231 (α-/~32500 лет) ↓ … |
| цезий-137 (β-,γ-/30,17 лет)   | 82,3—85         | барий-137 (ст.)                  | плутоний-238 (α-/87,7 лет)     | 0,0299          | уран-234 (α-/2,5⋅105 лет) ↓         |
| стронций-89 (β-/50,6 сут.)    | 79,2            | иттрий-89 (ст.)                  | плутоний-238 (α-/87,7 лет)     | 0,0299          | торий-230 (α-/75380 лет) ↓ …        |

- ст. — стабильный нерадиоактивный изотоп в конце цепочки деления изотопов;
- ↓, ↓ … — дальнейший распад нестабильного изотопа образовавшегося в ходе радиоактивного распада предыдущего нестабильного изотопа (поочерёдно сверху вниз).

### Загрязнение территорий
|  | закрытые зоны (более 40 Ки/км²)            |
|  | зоны постоянного контроля (15—40 Ки/км²)   |
|  | зоны периодического контроля (5—15 Ки/км²) |
|  | 1—5 Ки/км²                                 |

Карта радиоактивного загрязнения нуклидом цезий-137 на 1996 год:

В результате аварии из сельскохозяйственного оборота было выведено около 5 млн га земель, вокруг АЭС создана 30-километровая зона отчуждения, уничтожены и захоронены (закопаны тяжёлой техникой) сотни мелких населённых пунктов, а также личный авто- и мототранспорт эвакуированных жителей, который тоже подвергся загрязнению и людям не разрешили уехать на нём. Как следствие аварии было принято решение об отказе от эксплуатации радиолокационной станции «Дуга № 1», которая должна была стать одним из основных элементов противоракетной обороны СССР.
Загрязнению подверглось более 200 тысяч км². Радиоактивные вещества распространялись в виде аэрозолей, которые постепенно осаждались на поверхность земли. Благородные газы рассеялись в атмосфере и не вносили вклада в загрязнение прилегающих к станции регионов. Загрязнение было очень неравномерным, оно зависело от направления ветра в первые дни после аварии. Наиболее сильно пострадали области, находящиеся в непосредственной близости от ЧАЭС: северные районы Киевской и Житомирской областей Украины, Гомельская область Беларуси и Брянская область России. Радиация задела даже некоторые значительно удалённые от места аварии регионы, например Ленинградскую область, Мордовию и Чувашию — там выпали радиоактивные осадки. Большая часть стронция и плутония выпала в пределах 100 км от станции, так как они содержались в основном в более крупных частицах. Йод и цезий распространились на более широкую территорию.
Постановлением правительства РФ «Об утверждении перечня населённых пунктов, находящихся в границах зон радиоактивного загрязнения вследствие катастрофы на Чернобыльской АЭС» от 8 октября 2015 года утратили силу постановление Правительства Российской Федерации от 18 декабря 1997 г. № 1582 «Об утверждении перечня населённых пунктов, находящихся в границах зон радиоактивного загрязнения вследствие катастрофы на Чернобыльской АЭС» и постановление Правительства Российской Федерации от 7 апреля 2005 г. № 197 «Об изменении перечня населённых пунктов, находящихся в границах зон радиоактивного загрязнения вследствие катастрофы на Чернобыльской АЭС» и пересмотрены границы зон радиоактивного загрязнения «с учётом изменения радиационной обстановки, в том числе в результате осуществления в 1986—2014 годах комплекса защитных и реабилитационных мероприятий», в результате целый ряд населённых пунктов «понизились» в статусе, лишившись ряда льгот и выплат, предусмотренных Законом РФ «О социальной защите граждан, подвергшихся воздействию радиации вследствие катастрофы на Чернобыльской АЭС». Всего в России из зон радиоактивного загрязнения было исключено 558 населённых пунктов, а 383 населённых пункта были переведены в зоны с меньшим уровнем радиоактивного загрязнения.
С точки зрения воздействия на население в первые недели после аварии наибольшую опасность представляли радиоактивный йод, имеющий сравнительно малый период полураспада (восемь дней), и теллур. В настоящее время (и в ближайшие десятилетия) наибольшую опасность представляют изотопы стронция и цезия с периодом полураспада около 30 лет. Наибольшие концентрации цезия-137 обнаружены в поверхностном слое почвы, откуда он попадает в растения и грибы. Загрязнению также подвергаются животные, включая насекомых, которые ими питаются. Радиоактивные изотопы плутония и америция могут сохраниться в почве в течение сотен, а возможно и тысяч лет, однако их количество невелико (, с. 22). Количество америция-241 будет увеличиваться в связи с тем, что он образуется при распаде плутония-241.
В городах основная часть опасных веществ накапливалась на ровных участках поверхности: на лужайках, дорогах, крышах. Под воздействием ветра и дождей, а также в результате деятельности людей, степень загрязнения сильно снизилась, и сейчас уровни радиации в большинстве мест вернулись к фоновым значениям. В сельскохозяйственных областях в первые месяцы радиоактивные вещества осаждались на листьях растений и на траве, поэтому загрязнению подвергались травоядные животные. Затем радионуклиды вместе с дождём или опавшими листьями попали в почву, и сейчас они поступают в сельскохозяйственные растения, в основном через корневую систему. Уровни загрязнения в сельскохозяйственных районах значительно снизились, однако в некоторых регионах количество цезия в молоке всё ещё может превышать допустимые значения. Это относится, например, к Гомельской и Могилёвской областям в Беларуси, Брянской области в России, Житомирской и Ровненской области на Украине.
Значительному загрязнению подверглись леса. В связи с тем, что в лесной экосистеме цезий постоянно рециркулирует, не выводясь из неё, уровни загрязнения лесных продуктов, таких как грибы, ягоды и дичь, остаются опасными. Уровень загрязнения рек и большинства озёр в настоящее время низкий, однако в некоторых «замкнутых» озёрах, из которых нет стока, концентрация цезия в воде и рыбе в течение следующих десятилетий может представлять опасность.
Загрязнение не ограничилось 30-километровой зоной. Было отмечено повышенное содержание цезия-137 в лишайнике и мясе оленей в арктических областях России, Норвегии, Финляндии и Швеции.
18 июля 1988 года на территории Беларуси, подвергшейся загрязнению, был создан Полесский государственный радиационно-экологический заповедник. Наблюдения показали, что количество мутаций у растений и животных выросло, но незначительно, и природа успешно справляется с их последствиями (путём естественного отбора, то есть удалением (смертью) из популяции дефектных организмов). Тем не менее обнаружены и некоторые устойчивые мутации. Так, например, по данным исследователей из Университета Овьедо и Уппсальского университета, чернобыльские лягушки — обыкновенные квакши — в значительной мере приобрели чёрный окрас, который обусловлен пигментом меланин. Согласно исследованиям Института генетики и цитологии НАН Беларуси меланин является средством, снижающим генетические и онтогенетические последствия облучения, так как снижает накопление радионуклидов в организме, представляя собой активный сорбент и антиоксидант.
С другой стороны, снятие антропогенного воздействия положительно сказалось на экосистеме заповедника, что значительно превысило негативные последствия радиации. В результате природа стала восстанавливаться быстрыми темпами, выросли популяции животных, увеличилось многообразие видов растительности.

## Влияние аварии на здоровье людей
Несвоевременность, неполнота и противоречивость официальной информации о катастрофе породили множество независимых интерпретаций. Иногда жертвами трагедии считают не только граждан, умерших сразу после аварии, но и жителей прилегающих областей, которые вышли на первомайскую демонстрацию, не зная об аварии. При таком подсчёте чернобыльская катастрофа значительно превосходит атомную бомбардировку Хиросимы по числу пострадавших.
По данным Всемирной организации здравоохранения, представленным в 2005 году, в результате аварии на Чернобыльской АЭС в конечном счёте могло погибнуть в общей сложности до 4000 человек.
Гринпис утверждает, что в результате аварии только среди ликвидаторов умерли десятки тысяч человек, в Европе зафиксировано 10 тысяч случаев уродств у новорождённых, 10 тысяч случаев рака щитовидной железы и ожидается ещё 50 тысяч.
Есть и противоположная точка зрения, ссылающаяся на 29 зарегистрированных случаев смерти от острой лучевой болезни в результате аварии (сотрудники станции и пожарные, принявшие на себя первый удар) и отрицающая развитие хронической лучевой болезни впоследствии у кого бы то ни было.
По статистике профессора Ангелины Гуськовой, заведовавшей лечением облучённых ликвидаторов в московской Клинической больнице № 6, из 207 человек, срочно доставленных 27 апреля в Москву, острая лучевая болезнь предварительно была диагностирована у 115, а подтверждена у 104. Из 100 человек, доставленных в Киев, острая лучевая болезнь была верифицирована у 30. Непосредственно от последствий острой лучевой болезни умерло 27 человек. Тринадцати пациентам были выполнены пересадки костного мозга, из них двое выжили. Всего за четыре последующих года клиника произвела дозиметрические исследования 3590 человек.
Разброс в официальных оценках меньше, хотя число пострадавших от аварии можно определить лишь приблизительно. Кроме погибших работников АЭС и пожарных, к ним относят заболевших военнослужащих и гражданских лиц, привлекавшихся к ликвидации последствий аварии, и жителей районов, подвергшихся радиоактивному загрязнению. Определение того, какая часть заболеваний явилась следствием аварии — весьма сложная задача для медицины и статистики. Считается, что бо́льшая часть смертельных случаев, связанных с воздействием радиации, была или будет вызвана онкологическими заболеваниями.
Чернобыльский форум, действующий под эгидой ООН, в том числе таких её организаций, как МАГАТЭ и ВОЗ, в 2005 году опубликовал доклад, в котором проанализированы многочисленные научные исследования влияния факторов, связанных с аварией, на здоровье ликвидаторов и населения. Выводы, содержащиеся в этом докладе, а также в менее подробном обзоре «Чернобыльское наследие», опубликованном этой же организацией, значительно отличаются от приведённых выше оценок. Количество возможных жертв к настоящему времени и в ближайшие десятилетия оценивается в несколько тысяч человек. При этом подчёркивается, что это лишь оценка по порядку величины, так как из-за очень малых доз облучения, полученных большинством населения, эффект от воздействия радиации очень трудно выделить на фоне случайных колебаний заболеваемости и смертности и других факторов, не связанных напрямую с облучением. К таким факторам относится, например, снижение уровня жизни после распада СССР, которое привело к общему увеличению смертности и сокращению продолжительности жизни в трёх наиболее пострадавших от аварии странах, а также изменение возрастного состава населения в некоторых сильно загрязнённых районах (часть молодого населения уехала).
Также отмечается, что несколько повышенный уровень заболеваемости среди людей, не участвовавших непосредственно в ликвидации аварии, а переселённых из зоны отчуждения в другие места, не связан непосредственно с облучением (в этих категориях отмечается несколько повышенная заболеваемость сердечно-сосудистой системы, нарушения обмена веществ, нервные болезни и другие заболевания, не вызываемые облучением), а вызван стрессами, связанными с самим фактом переселения, потерей имущества, социальными проблемами, страхом перед радиацией. В том числе и по этим причинам, начиная с осени 1986 года до весны 1987 года, на зону отчуждения вернулось более 1200 человек.
Учитывая большую численность населения, проживающего в областях, пострадавших от радиоактивных загрязнений, даже небольшие расхождения в оценке риска заболевания могут привести к большой разнице в оценке ожидаемого количества заболевших. Гринпис и ряд других общественных организаций настаивают на необходимости учитывать влияние аварии на здоровье населения и в других странах, однако ещё более низкие дозы облучения населения в этих странах затрудняют получение статистически достоверных результатов и делают такие оценки неточными.

### Дозы облучения
Наибольшие дозы получили примерно 1000 человек, находившихся рядом с реактором в момент взрыва и принимавших участие в аварийных работах в первые дни после него. Эти дозы варьировались от 2 до 20 грэй (Гр) и в ряде случаев оказались смертельными.
Большинство ликвидаторов, работавших в опасной зоне в последующие годы, и местных жителей получили сравнительно небольшие дозы облучения на всё тело. Для ликвидаторов они составили, в среднем, 100 мЗв, хотя иногда превышали 500. Дозы, полученные жителями, эвакуированными из сильно загрязнённых районов, достигали иногда нескольких сотен миллизиверт при среднем значении, оцениваемом в 33 мЗв. Дозы, накопленные за годы после аварии, оцениваются в 10—50 мЗв для большинства жителей загрязнённой зоны и до нескольких сотен для некоторых из них.
Часть ликвидаторов могла помимо облучения от внешних источников излучения подвергаться и «внутреннему» облучению — от осевшей в органах дыхания радиоактивной пыли. Использовавшиеся респираторы не всегда были достаточно эффективны.
Для сравнения, жители некоторых регионов Земли с повышенным естественным фоном (например, в Бразилии, Индии, Иране и Китае) получают дозы облучения, равные примерно 100—200 мЗв за 20 лет.
Многие местные жители в первые недели после аварии употребляли в пищу продукты (в основном, молоко), загрязнённые радиоактивным иодом-131. Иод накапливался в щитовидной железе, что привело к большим дозам облучения на этот орган помимо дозы на всё тело, полученной за счёт внешнего излучения и излучения других радионуклидов, попавших внутрь организма. Для жителей Припяти эти дозы были существенно уменьшены (по оценкам, в 6 раз) благодаря применению иодосодержащих препаратов. В других районах такая профилактика не проводилась. Полученные дозы варьировались от 0,03 до нескольких Гр.
В настоящее время большинство жителей загрязнённой зоны получает менее 1 мЗв в год сверх естественного фона.
В европейской части России и поныне (2009 г.) наблюдаются уровни содержания радионуклидов, в частности маркёрного стронция-90, выше фоновых, но ниже тех, при которых требуется вмешательство для снижения согласно НРБ-99/2009.

### Острая лучевая болезнь

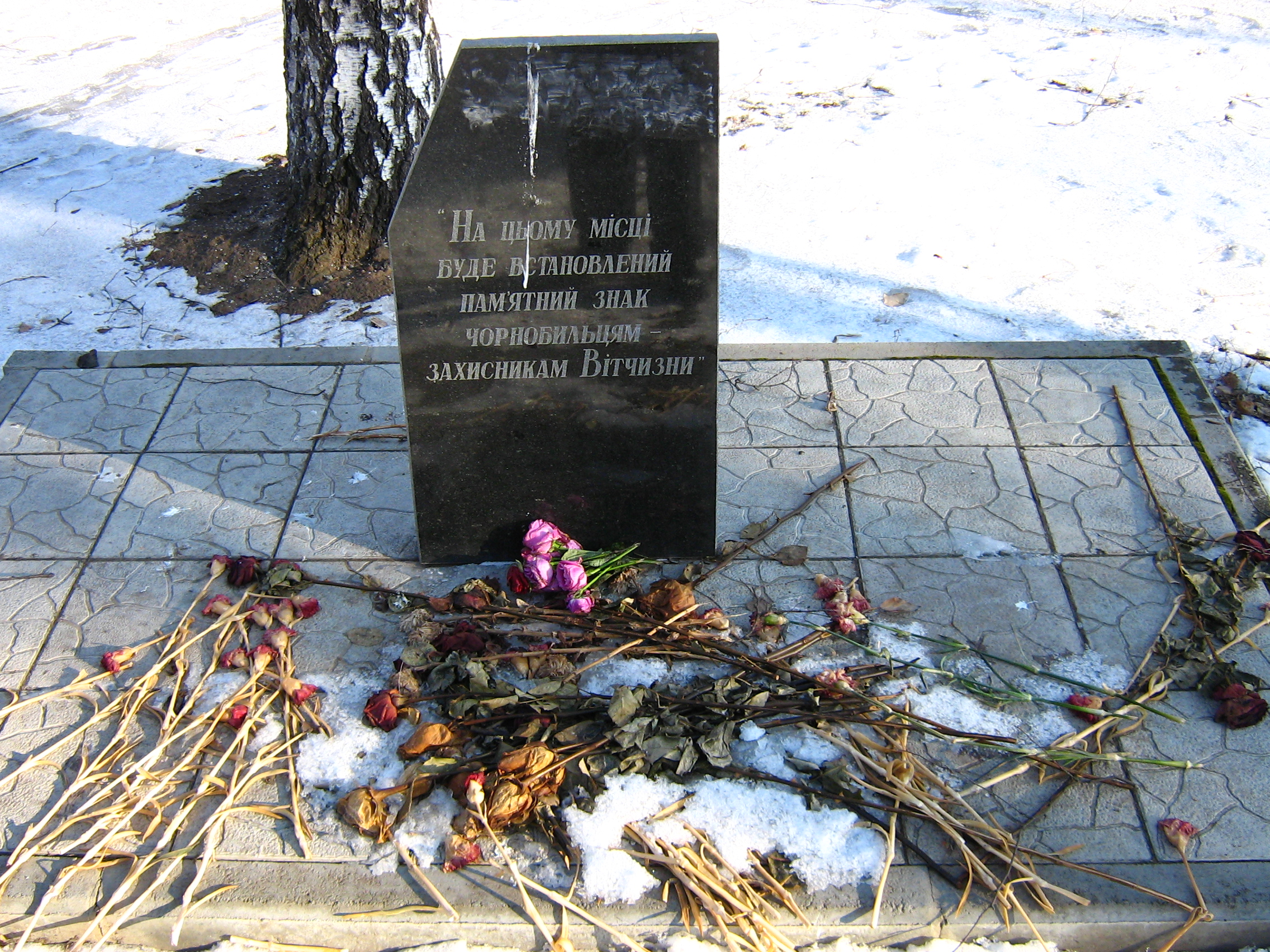
Заготовка для памятника на улице Харьковских дивизий в Харькове, где должен быть установлен памятник в память о погибших от лучевой болезни

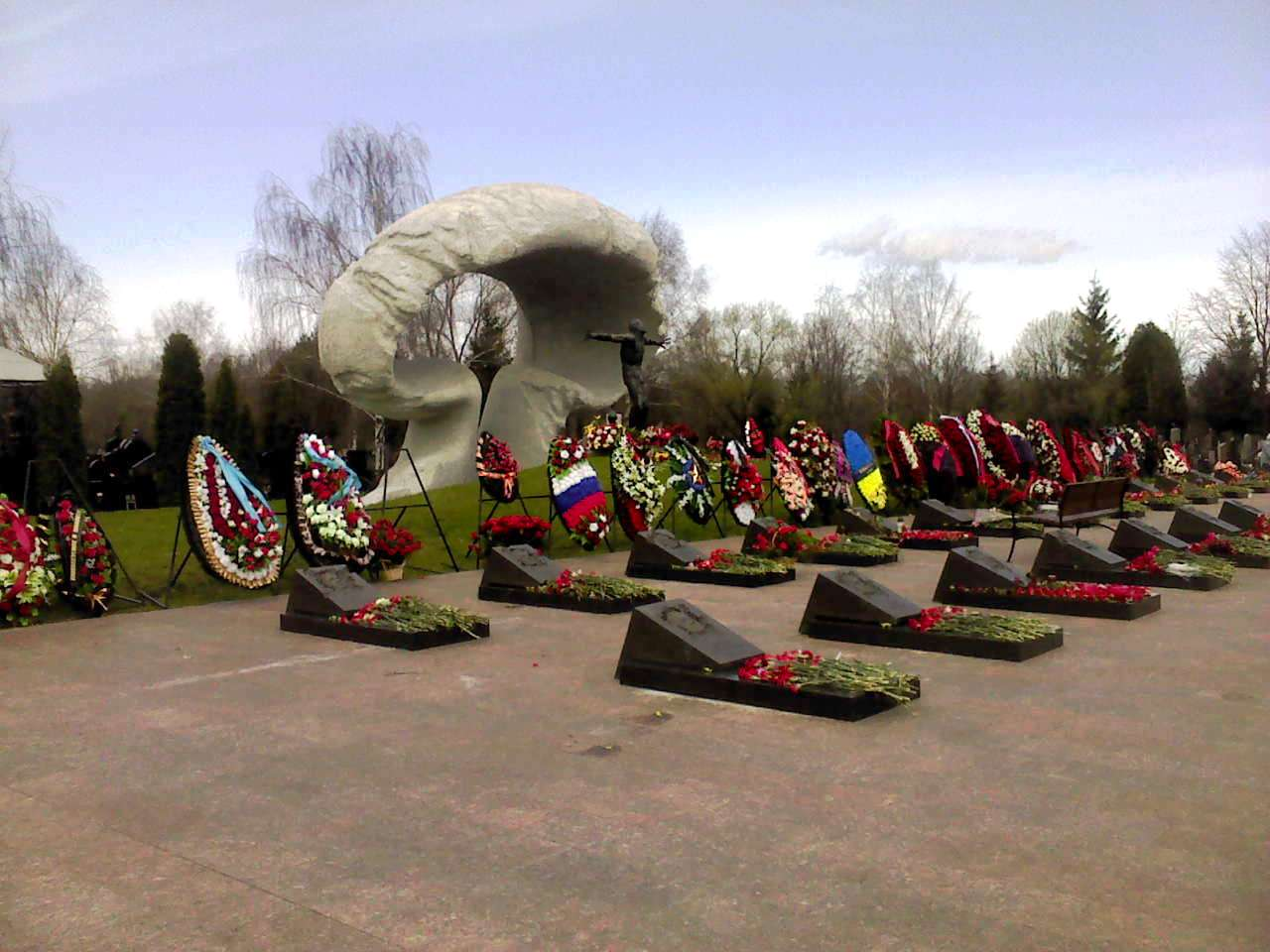
Мемориал погибшим в результате Чернобыльской катастрофы на Митинском кладбище Москвы

Было подтверждено 134 случая острой лучевой болезни среди людей, выполнявших аварийные работы на четвёртом блоке. Во многих случаях лучевая болезнь осложнялась лучевыми ожогами кожи, вызванными β-излучением. Из этого числа людей в течение 1986 года умерло 28 человек от лучевой болезни. Ещё два человека погибло во время аварии по причинам, не связанным с радиацией, и один умер, предположительно, от коронарного тромбоза во время эвакуации Припяти. В 1987—2004 годах умерло ещё 19 человек, однако их смерть не обязательно была вызвана перенесённой лучевой болезнью.

### Онкологические заболевания
Щитовидная железа — один из органов, наиболее подверженных риску возникновения злокачественных опухолей в результате радиоактивного загрязнения, потому что она накапливает иод-131; особенно высок риск для детей. В 1990—1998 годах было зарегистрировано более 4000 случаев заболевания раком щитовидной железы среди тех, кому в момент аварии было менее 18 лет. Учитывая низкую вероятность заболевания в таком возрасте, часть из этих случаев считают прямым следствием облучения. Эксперты Чернобыльского форума ООН полагают, что при своевременной диагностике и правильном лечении эта болезнь представляет не очень большую опасность для жизни, однако от неё уже умерло не менее 15 человек. Эксперты считают, что количество заболеваний раком щитовидной железы будет расти ещё в течение многих лет.
Некоторые исследования показывают увеличение числа случаев лейкемии и других видов злокачественных опухолей (кроме лейкемии и рака щитовидной железы) как у ликвидаторов, так и у жителей загрязнённых районов. Эти результаты противоречивы и часто статистически недостоверны, убедительных доказательств увеличения риска этих заболеваний, связанного непосредственно с аварией, не обнаружено. Однако наблюдение за большой группой ликвидаторов, проведённое в России, выявило увеличение смертности на несколько процентов. Если этот результат верен, он означает, что среди 600 тысяч человек, подвергшихся наибольшим дозам облучения, смертность от злокачественных опухолей увеличится в результате аварии примерно на 4 тысячи человек сверх примерно 100 тысяч случаев, вызванных другими причинами.
Из опыта, полученного ранее, например, при наблюдениях за пострадавшими при атомных бомбардировках Хиросимы и Нагасаки, известно, что риск заболевания лейкемией снижается спустя несколько десятков лет после облучения. В случае других видов злокачественных опухолей ситуация обратная. В течение первых 10—15 лет риск заболеть невелик, а затем увеличивается. Однако неясно, насколько применим этот опыт, так как большинство пострадавших в результате чернобыльской аварии получили значительно меньшие дозы.

### Наследственные болезни
Согласно докладу Чернобыльского форума, опубликованные статистические исследования не содержат убедительных доказательств высокого уровня врождённых патологий и высокой детской смертности в загрязнённых районах.
Было обнаружено увеличение числа врождённых патологий в различных районах Беларуси между 1986 и 1994 годами, однако оно было примерно одинаковым как в загрязнённых, так и в чистых районах. В январе 1987 года в БССР было зарегистрировано необычно большое число случаев синдрома Дауна, однако последующей тенденции к увеличению заболеваемости не наблюдалось.
Детская смертность очень высока во всех трёх странах, пострадавших от чернобыльской аварии. После 1986 года смертность снижалась как в загрязнённых районах, так и в чистых. Хотя в загрязнённых районах снижение в среднем было более медленным, разброс значений, наблюдавшийся в разные годы и в разных районах, не позволяет говорить о чёткой тенденции. Кроме того, в некоторых из загрязнённых районов детская смертность до аварии была существенно ниже средней. В некоторых наиболее сильно загрязнённых районах отмечено увеличение смертности. Неясно, связано ли это с радиацией или с другими причинами — например, с низким уровнем жизни в этих районах или низким качеством медицинской помощи.
В Беларуси, России и на Украине проводятся дополнительные исследования, результаты которых ещё не были известны к моменту публикации доклада Чернобыльского форума.

### Другие болезни
В ряде исследований было показано, что ликвидаторы и жители загрязнённых областей подвержены повышенному риску различных заболеваний, таких как катаракта, сердечно-сосудистые заболевания, снижение иммунитета. Эксперты Чернобыльского форума пришли к заключению, что связь заболеваний катарактой с облучением после аварии установлена достаточно надёжно. В отношении других болезней требуются дополнительные исследования с тщательной оценкой влияния конкурирующих факторов.

## Судебный процесс
Директор Чернобыльской АЭС Виктор Брюханов, главный инженер Николай Фомин, его заместитель Анатолий Дятлов, начальник смены Борис Рогожкин, начальник реакторного цеха № 2 Александр Коваленко и инспектор Госатомэнергонадзора Юрий Лаушкин были привлечены к уголовной ответственности по статье 220 Уголовного кодекса УССР (нарушение правил безопасности на взрывоопасных предприятиях и во взрывоопасных цехах), статье 165 УК УССР (злоупотребление властью или служебным положением) и статье 167 УК УССР (халатность). В августе 1986 года были арестованы Брюханов и Фомин. Дятлов был арестован в декабре 1986 года, за месяц до этого он был выписан из ГКБ № 6 в Москве, где полгода пролежал с незаживающими ранами на ногах, бывшими последствием облучения во время аварии, получил инвалидность II группы.
7 июля 1987 года Верховный суд СССР начал рассмотрение этого уголовного дела по первой инстанции на выездном заседании в доме культуры города Чернобыль. Брюханов, Фомин и Дятлов признали себя виновными частично. Фомин после аварии испытывал серьёзные психологические проблемы, пытался покончить с собой в следственном изоляторе. Наиболее активно оспаривал обвинения только Дятлов. Он утверждал, что действия персонала в любом случае не могли привести к взрыву реактора, если бы не его конструктивные особенности. Однако выступившие на суде эксперты, подтвердив некоторые недостатки реактора, утверждали, что к аварии они могли привести только при ошибках в работе обслуживающего персонала. При этом некоторые эксперты, приглашённые как независимые специалисты, на самом деле оказались одними из создателей реакторов серии РБМК.
За вычетом выходных процесс продолжался 18 дней. Дятлов, Фомин и Брюханов были приговорены к десяти годам лишения свободы, Рогожкин — к пяти, Коваленко — к трём, Лаушкин — к двум годам лишения свободы. Фомин в 1988 году был переведён в психиатрическую больницу, откуда в 1990 году был освобождён. Брюханов был условно-досрочно освобождён в 1991 году. Дятлова также освободили по состоянию здоровья в 1991 году.

## Дальнейшая судьба станции

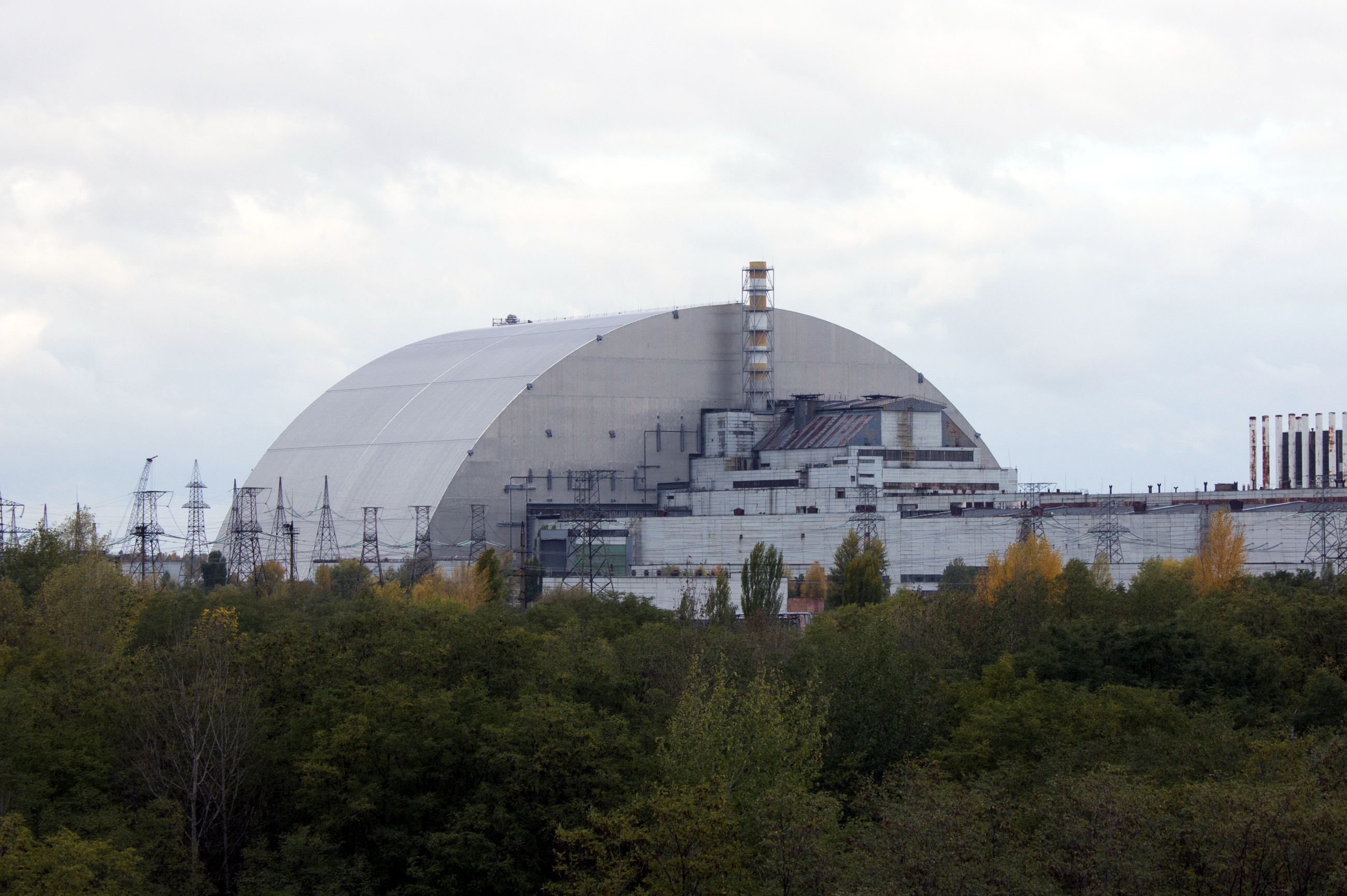
Новый безопасный конфайнмент в 2017 году

После аварии на 4-м энергоблоке работа электростанции была приостановлена из-за опасной радиационной обстановки; планирующиеся к вводу в строй 5-й и 6-й энергоблоки так и не были достроены. Однако уже в октябре 1986 года, после обширных работ по дезактивации территории и постройки «саркофага», 1-й и 2-й энергоблоки были вновь введены в строй; в декабре 1987 года была возобновлена работа 3-го энергоблока. В 1991 году на 2-м энергоблоке произошёл пожар, вызванный неисправной изоляцией турбины; после этой аварии 2-й энергоблок был заглушён и закрыт. Тем не менее, на протяжении последующих лет два оставшихся энергоблока станции — 1-й и 3-й — продолжали эксплуатироваться и вырабатывать электроэнергию. В 1995 году правительство Украины подписало Меморандум о взаимопонимании с правительствами стран «большой семёрки» и Комиссией Европейского союза: была подготовлена программа закрытия станции. 1-й энергоблок был остановлен 30 ноября 1996 года, 3-й — 15 декабря 2000 года.
Первоначальный железобетонный саркофаг, спешно построенный в 1986 году — «Укрытие» — со временем начал ветшать, и в 2010-е годы был построен второй саркофаг, на этот раз стальной — «Новый безопасный конфайнмент». Строительством, профинансированным международным фондом под управлением Европейского банка реконструкции и развития, занимался французский консорциум Novarka — совместное предприятие Vinci и Bouygues. Строительство, начатое в 2010 году, несколько раз задерживалось, в том числе из-за недостатка финансирования; в конечном счёте конфайнмент обошёлся более чем в 1,5 миллиарда евро. Арочное сооружение было возведено рядом со старым саркофагом и в ноябре 2016 года надвинуто на здание реактора с помощью домкратов — тем самым Новый безопасный конфайнмент заключил внутри себя и разрушенный реактор, и старый саркофаг вокруг него.
В соответствии с Общегосударственной программой Украины (от 15 января 2009 года) по снятию с эксплуатации Чернобыльской АЭС и преобразования объекта «Укрытие» в экологически безопасную систему, процесс будет осуществляться в несколько этапов:
1. Прекращение эксплуатации (подготовительный этап к снятию с эксплуатации) — этап, во время которого будет осуществлено извлечение ядерного топлива и перемещение его в хранилище отработавшего ядерного топлива, предназначенное для долгосрочного хранения. Текущий этап, во время которого выполняется основное задание, которое определяет длительность этапа, — извлечение ядерного топлива из энергоблоков. Срок завершения — не ранее 2014 года.
2. Окончательное закрытие и консервация реакторных установок. На этом этапе будет проведена консервация реакторов и наиболее радиационно загрязнённого оборудования (ориентировочно до 2028 года).
3. Выдержка реакторных установок в течение периода, во время которого должно произойти естественное снижение радиоактивного излучения до приемлемого уровня (ориентировочно до 2045 года).
4. Демонтаж реакторных установок. На этом этапе будет проведён демонтаж оборудования и очистка площадки с целью максимального снятия ограничений и регуляторного контроля (ориентировочно до 2065 года)[108].

## В массовой культуре

### Документальные фильмы
- «Чернобыль. Хроника трудных недель» — фильм, снятый режиссёром «Укркинохроники» Владимиром Шевченко в 1986 году, содержит кинохронику ликвидации последствия взрыва на ЧАЭС. Имеет множество наград.
- «Незабываемое» — короткометражный фильм, снятый любительской киностудией «Припять-фильм». Оператором, жителем Припяти Михаилом Назаренко были сняты уникальные кадры жизни города 26 апреля 1986 года, эвакуации 27 апреля и пустой Припяти сразу после эвакуации.
- «Колокол Чернобыля» — первый полнометражный фильм об аварии на ЧАЭС, снятый в мае—сентябре 1986 года. Содержит свидетельства людей, непосредственно причастных к трагедии. Занесён в «Книгу рекордов Гиннесса» как фильм, который был показан во всех странах мира, где есть телевидение[109][110].
- «Чернобыль. Осень 86-го» — документальный фильм, снятый Западно-Сибирской студией кинохроники (г. Новосибирск) в сентябре-ноябре 1986 года. Основная тема фильма — работа строителей, возводивших объект «Укрытие». Фильм также содержит кадры падения вертолёта Ми-8 2 октября 1986 года, которые были случайно сняты оператором студии Виктором Гребенюком.
- «Чернобыль. Два цвета времени» — фильм студии «Укртелефильм», снят в 1986—1987 годах. Содержит кадры ликвидации последствий аварии (в том числе снятые в первые дни), суда над руководством ЧАЭС. Существует фильм 1988 года «Третий цвет времени», который является скорее фильмом-размышлением о влиянии аварии на здоровье и судьбы людей, о действиях властей, должностных лиц станции в первые дни аварии и в ходе ликвидации её последствий, а также об отношении к атомной энергетике в целом.
- «Район действия — Чернобыль» — фильм, снятый киностудией Министерства обороны СССР в 1987 году.
- «В небе Чернобыля» — фильм о вкладе военных лётчиков в ликвидацию последствий аварии. Снят киностудией Министерства обороны СССР в 1986—1987 годах.
- «Предупреждение» — фильм творческого объединения «Экран», снят в 1986—1987 годах. Рассказывает о ходе ликвидации последствий аварии, о быте людей, которых затронула авария и действиях властей после аварии.
- Документальный сериал «Мы» (1989).
- «Припять» — австрийский фильм 1999 года режиссёра Николауса Гейрхальтера, номинант Европейской киноакадемии в категории лучший документальный фильм за 1999 год. В фильме рассказывается о Припяти, которая находится на расстоянии около 2 км от Чернобыльской АЭС.
- «Час Икс» — в 1-м эпизоде, снятом в 2004 году, детально описан час до аварии на АЭС. В России эпизод также выходил под альтернативным названием «Правда о Чернобыле».
- «Секунды до катастрофы» — 1 сезон, 7-й выпуск. Содержит интервью c последним выжившим работником 4-го энергоблока, участником эксперимента, старшим инженером управления блоком, Борисом Столярчуком.
- «Битва за Чернобыль» — фильм производства Discovery Channel 2005 года.
- «Пережить катастрофу: Чернобыльская ядерная катастрофа» (англ. Surviving Disaster: Chernobyl Nuclear Disaster) — документальный фильм, история, рассказанная с точки зрения учёного Валерия Легасова (позже совершившего самоубийство), снятый BBC в 2006 году.
- «Чернобыль. Хроники молчания» — фильм производства телеканала «История» 2006 года, в съёмках фильма задействовано более 50 непосредственных участников и свидетелей аварии.
- «Чернобыль. 3828» — фильм 2011 года производства студии «Телекон» (бывшая студия «Укртелефильм», снявшая «Чернобыль. Два цвета времени»). В фильме приводятся воспоминания участника ликвидации последствий аварии Валерия Стародумова, а также кадры кинохроники из фильма «Чернобыль. Два цвета времени».
- «Чернобыль: 30 лет спустя» — фильм производства Великобритании 2015 года.
- «Чернобыльские бабушки» — фильм режиссёров Энн Богарт и Холли Моррис 2015 года, рассказывает о пожилых жителях, которые остаются в зоне отчуждения, большинство из них женщины.
- «Хроника аварии на 4 блоке ЧАЭС. 7 дней после аварии» — фильм из 7 частей, снятый ГСП ЧАЭС в 2016 году.
- В 2016 году на видеохостинге Youtube появилось записанное в 1994 году интервью бывшего заместителя главного инженера станции Анатолия Дятлова, в котором он рассказывает свою версию случившегося 26 апреля 1986 года. Кем и при каких обстоятельствах было снято видео — неизвестно.
- «Возвращаясь в Чернобыль» — «בחזרה לצ'רנוביל» — фильм, снятый об аварии и чернобыльских эвакуаторах в Израиле и в Украине израильским государственным каналом «Кан-11» в 2020 году[111].

### Художественные фильмы и телесериалы
- «Распад» — художественный фильм, снятый режиссёром Михаилом Беликовым в 1989—1990 гг. об аварии на Чернобыльской АЭС и её последствиях.
- «Волки в зоне» — фильм минской студии «Импульс», снятый в 1990 году.
- «Чернобыль. Последнее предупреждение» — телефильм, совместного производства США и СССР, снятый в 1991 году.
- «Завтра. Ядерная принцесса» — художественный фильм известного советского режиссёра Александра Панкратова, снятый в 1992 году.
- «Чёрный аист» — фильм Виктора Турова, снятый по мотивам повести Виктора Козько «Спаси и помилуй нас, чёрный ангел», снят студией «Беларусьфильм» в 1993 году.
- «Год собаки» (Россия, 1994).
- «Душа моя, Мария» (Россия, 1995).
- Х/ф «Рейнджер из атомной зоны» (Россия-Беларусь, 1999).
- «Аврора» — фильм режиссёра Оксаны Байрак, снятый в 2006 году. Аврора — воспитанница детдома на окраине Припяти, которая мечтает стать балериной. Во время катастрофы на ЧАЭС девочка получает огромную дозу облучения. Единственный шанс на выживание — дорогостоящая операция в США. Аврору отправляют в Америку, где в больнице она встречает своего кумира, звезду балета Ника Астахова.
- «Дверь» — короткометражный фильм 2008 года, в основе сюжета лежит глава «Монолог о целой жизни, написанный на дверях» книги «Чернобыльская молитва» Светланы Алексиевич.
- В фильме «Универсальный солдат 3: Возрождение» (2010, США) действие сюжета происходит в зоне отчуждения Чернобыльской АЭС.
- «В субботу» — художественный фильм Александра Миндадзе 2011 года, действие которого происходит на протяжении суток накануне и во время аварии на атомной станции.
- «Земля забвения» — фильм франко-украинского производства 2011 года.
- Х/ф «Трансформеры 3: тёмная сторона Луны» (2011, США) — один из начальных эпизодов фильма происходит в Чернобыльской зоне отчуждения.
- «Запретная зона» — американский фильм ужасов Брэдли Паркера, вышедший на экраны в 2012 году.
- «Мотыльки» — украинский четырёхсерийный мини-сериал, вышедший в 2013 году. 10-классница Аля Широкова и её старшая сестра Марьяна, работающая врачом, едут на выходные в ночь с 25 на 26 апреля 1986 года из Киева в Припять к родственникам. На их глазах происходит взрыв на 4-м блоке Чернобыльской АЭС.
- В фильме «Крепкий орешек 5» часть действия сюжета происходит в зоне отчуждения Чернобыльской АЭС.
- «Голоса Чернобыля» — драматический фильм 2016 года, снятый Полем Крухтеном по книге «Чернобыльская молитва» Светланы Алексиевич.
- «Чёрный цветок» — Украинский четырёхсерийный мини-сериал, 2016 год. Действие картины происходит в 1986 год в Чернобыле. Выпускница пединститута Лера направляется по распределению в Припять — в один из самых уютных и хорошо снабжаемых городов Советского Союза, чтобы работать учительницей младших классов. Именно здесь она встречает любовь всей своей жизни — инженера-ядерщика Витаса и мечтает о большой семье. Но события, произошедшие в апреле 1986 года, безвозвратно изменили их жизнь.
- «Чернобыль: Зона отчуждения» — российский мистический сериал, герои которого пытаются предотвратить аварию, после чего авария случается в Америке, а Припять становится развитым городом. Показ первого сезона состоялся в 2014 году.
- «Чернобыль: Зона отчуждения. Финал» — российский фантастический триллер 2019 года, сиквел сериала 2014 года.
- «Чернобыль» — мини-сериал, созданный американским каналом HBO совместно с британской телесетью Sky, показан в мае-июне 2019 года.
- «Запретная зона» — американский фильм ужасов, вышедший на экраны в 2020 году.
- «Чернобыль» — фильм режиссёра Данилы Козловского (Россия, 2021).
- «После Чернобыля» — американский фильм ужасов, вышедший на экраны в 2021 году.
- «Чернобыль» — сериал режиссёра Алексея Мурадова (Россия, 2022).

### В филателии
- 22 января 1991 года вышла почтовая марка СССР «5-летие Чернобыльской трагедии» (ЦФА [АО «Марка»] № 6285) (Mi #6164). Номинал марки: 15 коп. Тираж — 1 500 000 экземпляров. Автор марки — М. Верхоланцев.
- 10 апреля 1996 года «Белпочта» выпустила квартблок из трёх марок и купона «Чернобыль. 10 лет трагедии» (№ 133—135) с номиналом 1 000 рублей[112].
- 26 апреля 1996 года «Укрпочтой» была выпущена почтовая марка (Mi #168), посвящённая 10-летию Чернобыльской катастрофы, номиналом 20 000 карбованцев и тиражом 1 000 000 экземпляров[113]. Дизайн марки — Алексей Штанко.
- 26 апреля 2016 года «Укрпочта» выпустила марку «Чернобыль — трагедия человечества» (Mi #1541), номиналом 2,40 гривны и тиражом 121 000 экземпляров[114]. Авторы марки и штемпелей Харук Сергей и Харук Александр. Также был подготовлен конверт первого дня и штемпели к 30-летию аварии, а спецгашения проводились на главпочтампах Киева и Славутича[115].

Почтовые марки и конверты
Почтовая марка СССР, 1991 год
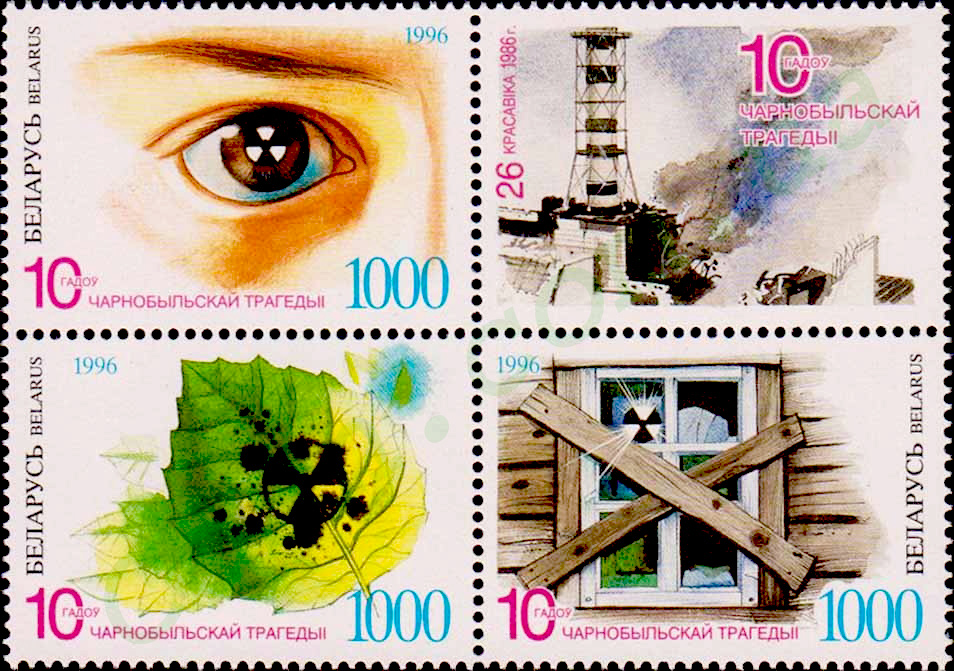
Квартблок из 3 почтовых марок и купона Беларуси, 1996 год
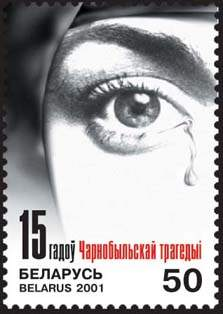
Почтовая марка Беларуси, 2001 год
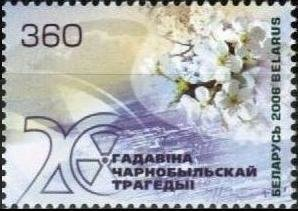
Почтовая марка Беларуси, 2006 год
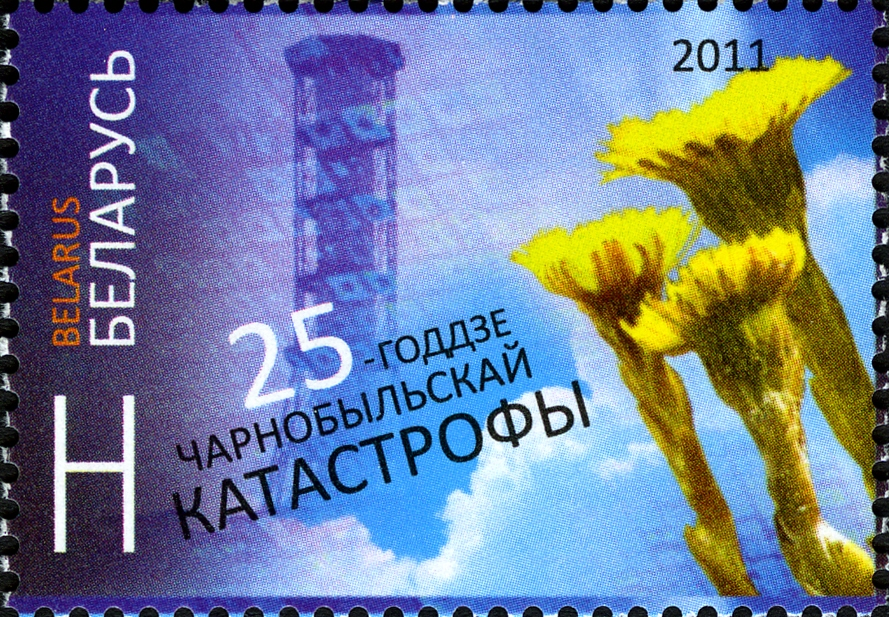
Почтовая марка Беларуси, 2011 год
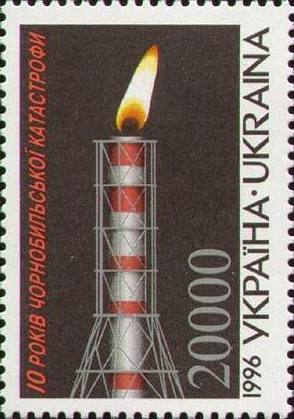
Почтовая марка Украины, 1996 год
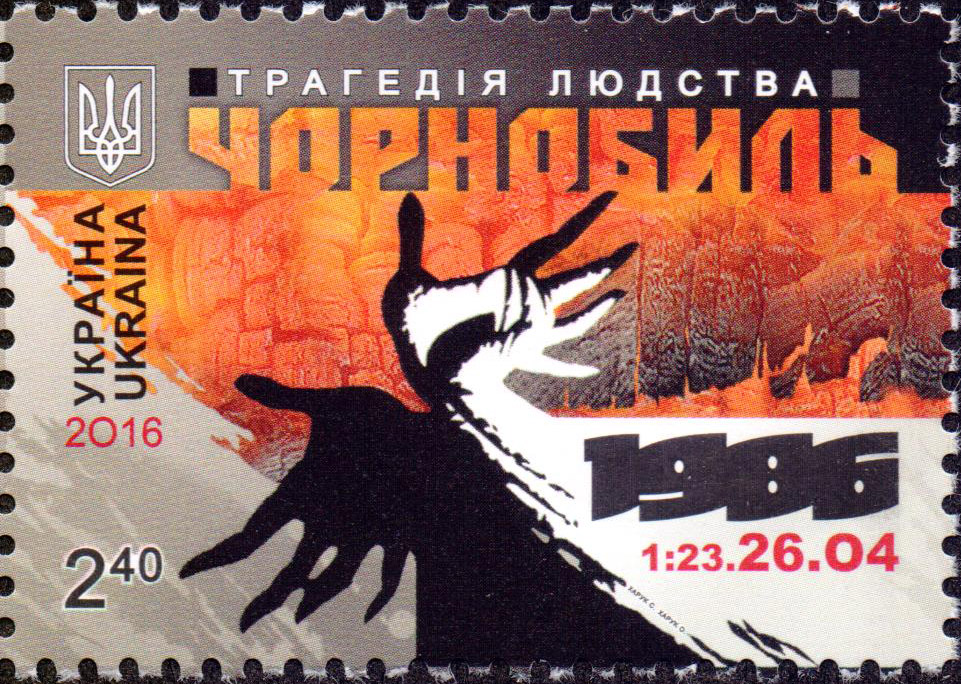
Почтовая марка Украины, 2016 год
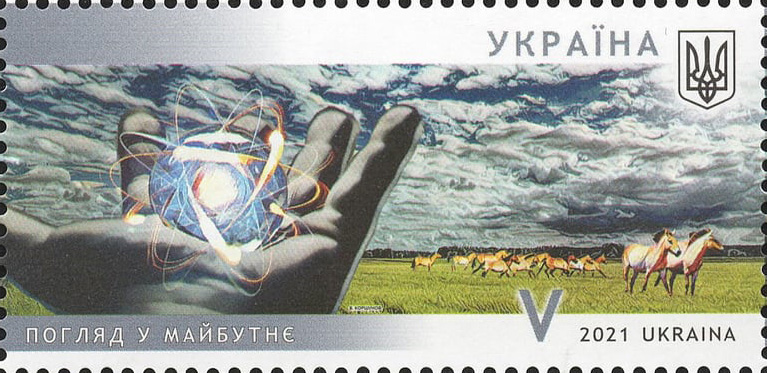
Почтовая марка Украины, 2021 год

### Фотоальбомы
- Александр Анисимов, Антон Бородавка, Максим Павленко. Куклы Чернобыля. — Киев: ИИГ "Восточная проекция", 2008.[116][117][118]
- Александр Анисимов, Антон Бородавка, Максим Павленко. Лица Чернобыля. — Киев: ИИГ "Восточная проекция", 2009.[119]

### Компьютерные игры
- S.T.A.L.K.E.R. (серия игр) — повествует об альтернативно-исторической версии событий, разворачивающихся вокруг станции:
  - S.T.A.L.K.E.R.: Тень Чернобыля (2007)
  - S.T.A.L.K.E.R.: Чистое небо (2008)
  - S.T.A.L.K.E.R.: Зов Припяти (2009)
  - S.T.A.L.K.E.R. 2: Сердце Чернобыля (2024)
- Call of Duty 4: Modern Warfare (2007) — события в миссиях «Все в камуфляже» и «Убить одним выстрелом» происходят в Припяти.
- Crisis in the Kremlin (1991) — авария на АЭС происходит всегда, вне зависимости от действий игрока.
- Кризис в Кремле (2017) — авария может произойти на Чернобыльской АЭС или на любой другой АЭС Советского Союза, но её можно предотвратить.
  - Кризис в Кремле: The Accident (2017) — сюжетное DLC, посвящённое аварии АЭС, которая может произойти на Чернобыльской (2-мя вариантами, историческим или более разрушительным) или Южно-Украинской АЭС, но также может быть предотвращена.
- В игре «Counter-Strike: Global Offensive» на одной из карт (de_cache) показана часть территории рядом с Чернобыльской АЭС.
- В компьютерной игре Killing Floor есть игровая карта KF-Pripyat.
- Chernobylite (2021).
- Warfaсe (2012):
  - Спецоперация «Припять» (2017) — событие происходит на территории Чернобыля уже после аварии на ЧАЭС.